# Diocleziano
Gaio Aurelio Valerio Diocleziano, nato Diocle (in latino Gaius Aurelius Valerius Diocletianus; in greco antico: Διοκλῆς?, Dioklês; Doclea o Salona, 22 dicembre 244 – Spalato, 313), è stato un imperatore romano che governò dal 20 novembre 284 al 1º maggio 305 con il nome imperiale di Cesare Gaio Aurelio Valerio Diocleziano Augusto Iovio (nelle epigrafi GAIVS AVRELIVS VALERIVS DIOCLETIANVS AVGVSTVS).
Nato in una famiglia di umili origini della provincia romana della Dalmazia, Diocle (questo il suo nome originario) scalò i ranghi dell'esercito romano fino a divenire comandante di cavalleria sotto l'imperatore Marco Aurelio Caro (282–283). Dopo la morte di Caro e di suo figlio Numeriano nella campagna contro i Sasanidi fu acclamato imperatore dalle legioni (in questa occasione mutò il proprio nome in Diocleziano) in opposizione al figlio maggiore di Caro, Marco Aurelio Carino, che era stato nominato imperatore dal padre prima della campagna e che si trovava in Occidente: i due si scontrarono nella battaglia del fiume Margus, in cui Carino perse il potere e la vita (285).
Con l'avvento di Diocleziano ebbe fine il periodo noto come crisi del III secolo, caratterizzato dal punto di vista politico da una fase di torbidi interni (anarchia militare), protrattasi per quasi un cinquantennio e che vide succedersi un elevato numero di imperatori la cui ascesa e permanenza al potere dipese esclusivamente dalla volontà dell'esercito. Per porre fine a questa instabilità, divenuta ormai pericolosa per la sopravvivenza dell'impero, Diocleziano mise in atto una serie di profonde riforme politiche e amministrative, tra cui risalta sotto quest'ultimo aspetto la condivisione dell'impero tra più colleghi. L'impero infatti divenne una tetrarchia della quale rimaneva capo indiscusso lo stesso Diocleziano.
A tal fine, nel 285 scelse come collega in qualità di co-imperatore il commilitone Massimiano, conferendogli per l'appunto il titolo di Augusto e assegnandogli la metà occidentale dell'Impero (riservando per sé quella orientale). Il 1º marzo 293 completò l'architettura istituzionale associando ai due Augusti due Cesari (una sorta di vice-imperatori) nelle persone di Galerio e Costanzo, dando così vita alla cosiddetta «tetrarchia», il «governo dei quattro»: ciascun Augusto avrebbe governato su metà dell'impero coadiuvato dal proprio Cesare, al quale avrebbe delegato il governo di metà del proprio territorio e che gli sarebbe succeduto (come nuovo Augusto) dopo venti anni di governo, nominando a sua volta un nuovo Cesare.
Separò l'amministrazione civile da quella militare rafforzandole entrambe e riorganizzò la suddivisione amministrativa dello Stato, aumentando il numero delle province a seguito del frazionamento di quelle esistenti, rivelatesi troppo estese e giudicate quindi di difficile gestione. Eresse a nuovi centri amministrativi le città di Nicomedia, Mediolanum, Sirmio e Treviri ritenendoli, a causa della loro vicinanza alle turbolente frontiere dell'impero, luoghi più idonei da cui coordinarne le difese rispetto all'antica capitale Roma. Completò l'evoluzione in senso autocratico della figura istituzionale dell'imperatore (un processo di trasformazione iniziato più marcatamente sotto i Severi e perdurato per tutto il III secolo), che sotto l'aspetto sostanziale comportò il passaggio dalla fase di governo detta del «principato» a quella del «dominato», la quale si manifestò attraverso l'elevazione dell'imperatore al di sopra delle masse attraverso l'introduzione di un cerimoniale di corte molto elaborato. Governò prescindendo dalla volontà del Senato e difatti non si recò se non una sola volta a Roma durante tutto il corso del suo impero. Il ricorso a una politica architettonica caratterizzata dalla realizzazione di imponenti opere edili (tipica del periodo tetrarchico) fece da cornice a questa evoluzione autocratica.
Per rendere le frontiere più sicure, Diocleziano intraprese una serie di campagne militari vittoriose nei confronti dei Sarmati e dei Carpi tra il 285 e il 299 e contro gli Alemanni nel 288. All'interno sedò a più riprese una ribellione in Egitto nel 297 e nel 298. Sostenne inoltre il proprio Cesare Galerio nelle campagne da questi condotte contro i Sasanidi (che culminarono nel 298 con il sacco della capitale nemica, Ctesifonte), negoziando poi direttamente con i Persiani una pace vantaggiosa e duratura.
La crescita dell'apparato amministrativo conseguente alla riorganizzazione delle province, l'aumento degli effettivi dell'esercito dovuto al costante stato di guerra e alla necessità di mantenere sicuri i confini e infine l'ambizioso programma edilizio richiesero una radicale riforma del sistema di tassazione fiscale volta a garantire la copertura delle ingenti spese che la costosa politica dioclezianea comportava. Pertanto a partire dal 297 (come attestato da un'iscrizione rinvenuta in Egitto) l'imposizione fiscale venne fondamentalmente incentrata sul pagamento per individuo e per lotto di terra. Tuttavia non tutte le riforme di Diocleziano ebbero gli effetti sperati e alcune di esse fallirono mentre l'imperatore era ancora al potere come l'Editto sui prezzi massimi (301), il cui scopo era di controllare l'inflazione (dovuta alla svalutazione monetaria) tramite l'introduzione di prezzi calmierati, che fu invece contro-produttivo e rapidamente inattuato.
Inoltre, subito dopo la propria abdicazione, Diocleziano dovette assistere impotente al crollo del sistema tetrarchico, in quanto la tetrarchia, che diede l'impressione di essere un sistema di governo molto efficiente finché il suo ideatore si mantenne al potere, non di meno collassò all'indomani della sua abdicazione in conseguenza delle mire dinastiche di Massenzio e Costantino, figli rispettivamente di Massimiano e Costanzo Cloro. Infine la politica religiosa anticristiana perseguita da Diocleziano tra il 303 e il 311 con una persecuzione che risultò la più violenta che sia mai stata attuata contro i cristiani, non riuscì a debellare il cristianesimo, che anzi a partire dal 311 (l'editto di Serdica) soppiantò gradatamente il paganesimo fino a divenire religione ufficiale dell'impero nel 380 con l'editto di Tessalonica.
Malgrado questi fallimenti sulla sua opera riformatrice può essere espresso un giudizio sostanzialmente positivo, perché riuscì indubbiamente, se non ad arrestare, almeno a rallentare notevolmente il processo di decadimento cui era soggetto l'Impero romano a partire dalla morte dell'imperatore Settimio Severo e che nel corso del III secolo aveva subìto una pericolosa accelerazione. Cosicché il ventennio dioclezianeo puntellò lo Stato romano dotandolo degli strumenti di carattere istituzionale, amministrativo, finanziario e militare (perfezionati poi da Costantino) idonei a consentirgli di esistere come grande potenza almeno per gran parte del IV secolo.
Un Diocleziano indebolito da una malattia, abdicò il 1º maggio 305, primo e unico imperatore a fare questa scelta volontariamente. Si ritirò nel proprio palazzo a Spalato sulla costa dalmata fino alla morte, avvenuta nella primavera del 313, rifiutando gli inviti a riprendere il potere nel caos politico che corrispose al collasso della Tetrarchia.

## Biografia

### Origini e carriera militare

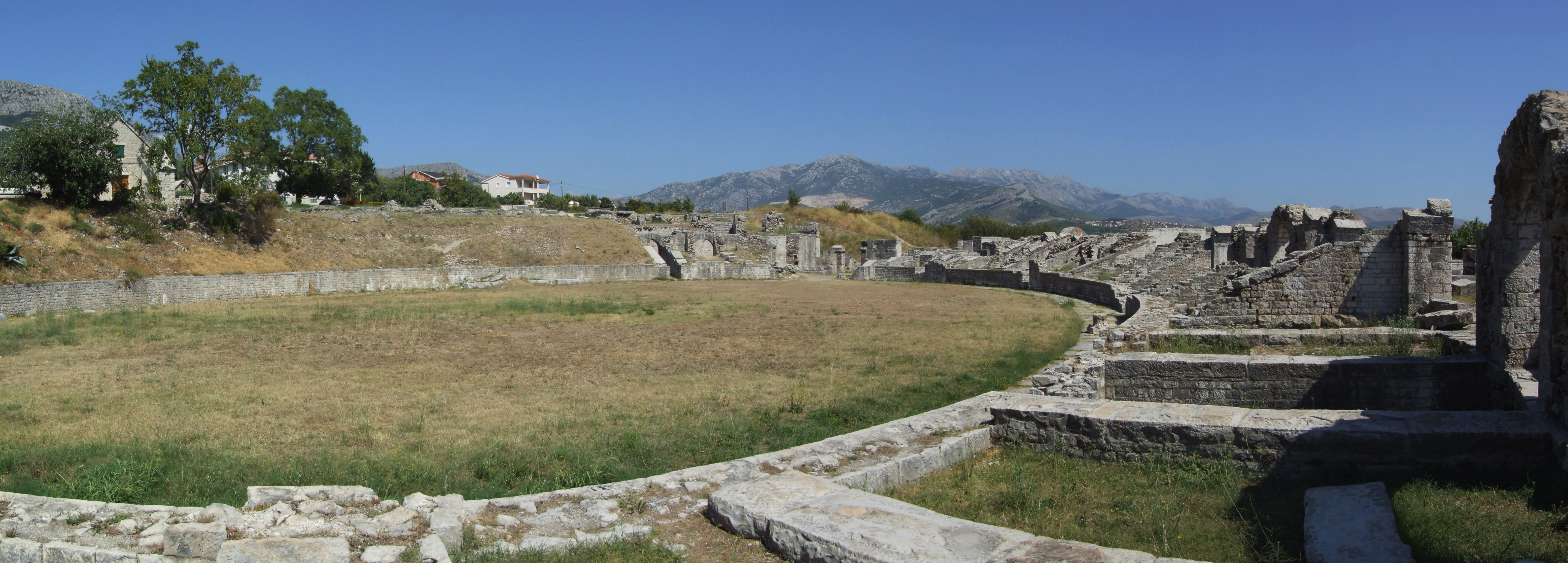
Anfiteatro romano di Salona

Di Diocleziano non si conosce con certezza né il luogo, né la data di nascita. Certamente nato in Dalmazia, si sarebbe chiamato Diocle dal nome della madre o dalla presunta città nativa di Doclea (o Dioclea), mentre suo padre sarebbe stato un liberto, scriba del senatore Anullino. Se si ammette che sia vissuto 68 anni e sia morto nel 313, dovrebbe esser nato nel 243-244; ma è stata avanzata sia l'ipotesi che Diocleziano sia morto nel 311 o 312, sicché sarebbe nato nel 242-243, sia che Diocleziano non sia morto a 68 anni, ma abbia abdicato a quell'età, così che l'anno della sua nascita risalirebbe al 236; e si è ritenuto che il 22 dicembre, data della sua acclamazione a imperatore, sia anche il giorno della sua nascita. Quanto alla città di nascita, oltre a Doclea, si è pensato a Salona, unicamente ritenendo che abbia deciso di ritirarsi a Spalato, sobborgo di Salona, per il desiderio di vivere i suoi ultimi anni nella città natale.
Le origini umili, che non dovettero consentirgli un'educazione di alto livello, costituiscono probabilmente il motivo della mancanza di notizie sui suoi primi anni. Prima del 270 entrò nell'esercito, secondo una tradizione che vedeva nell'Illirico – gli odierni Balcani – una regione privilegiata di reclutamento dei militari e degli ufficiali di grado inferiore delle legioni romane: d'altra parte, a partire dal III secolo essere un legionario significava, per un appartenente al rango degli humiliores, entrare a far parte della superiore categoria degli honestiores. Con le riforme apportate da Gallieno, infatti, era mutata sia la composizione sociale dei comandanti militari e dei loro diretti subalterni, già monopolio aristocratico, sia quella degli ufficiali intermedi, un tempo privilegio dell'ordine equestre: dopo il 260 il comando delle legioni e la carica di tribuno militare fu assegnata a ufficiali di carriera spesso di bassa origine sociale. Era ora possibile, anche per un semplice legionario che si distinguesse per abilità e disciplina, scalare i diversi gradi dell'esercito – centurione, protector, dux – fino a ottenere incarichi amministrativi prestigiosi, quale quello di praefectus.
Riguardo alla carriera militare di Diocleziano, la spesso inaffidabile Historia Augusta riporta che servì in Gallia al tempo di Aureliano e di Probo, ma questa notizia non è confermata da altre fonti e ignorata dagli storici moderni. Secondo lo storico Giovanni Zonara, attorno al 280 Diocle sarebbe stato dux Moesiae, ossia comandante dell'esercito stanziato in Mesia, regione corrispondente all'odierna Serbia, vigilando le frontiere del basso Danubio. Quando nel 282 Probo fu rovesciato e ucciso e il prefetto del pretorio Marco Aurelio Caro proclamato imperatore, Diocle divenne domesticus regens, ossia comandante dei protectores domestici, la guardia a cavallo dell'imperatore, e l'anno dopo fu nominato console suffetto.

### Ascesa al potere

#### Morte di Numeriano

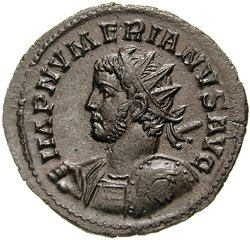
Moneta recante l'effigie di Numeriano

Nel 283 Diocle prese parte alla spedizione di Caro contro i Sasanidi. I Romani ottennero una facile vittoria sul nemico, in quanto il sovrano sasanide Bahram II era impegnato a sedare una rivolta capeggiata dal fratello Ormisda e da alcuni nobili persiani insorti contro di lui, ma l'imperatore Caro morì improvvisamente (luglio/agosto 283) senza poter consolidare il successo ottenuto a seguito della conquista della capitale persiana Ctesifonte. Suo figlio e successore Numeriano, consigliato dal suocero, il prefetto del pretorio Arrio Apro, preferì ricondurre l'esercito romano sulla via del ritorno, 1.200 miglia lungo il fiume Eufrate che percorse con ordine e lentamente: nel marzo 284 si trovavano a Emesa, in Siria, a novembre ancora in Asia Minore.
Quando l'esercito fece tappa a Emesa, Numeriano sembra fosse ancora vivo e in buona salute (qui, infatti, promulgò l'unico suo rescritto conservatosi), ma quando lasciò la città, i suoi collaboratori dissero che era affetto da un'infiammazione agli occhi e Numeriano continuò il viaggio in una carrozza chiusa. Giunti in prossimità di Nicomedia, in Bitinia, alcuni soldati sentirono un cattivo odore provenire dalla carrozza; l'aprirono, e vi trovarono il cadavere di Numeriano, che era morto da diversi giorni.
I generali e i tribuni romani si riunirono per deliberare sulla successione, e scelsero Diocle come imperatore. Il 20 novembre 284 Diocle fu proclamato imperatore dai suoi colleghi generali su una collina a 3 miglia da Nicomedia. Poi, di fronte all'esercito che lo acclamava augusto, il nuovo imperatore giurò di non aver avuto alcuna parte nella morte di Numeriano, e che Apro aveva ucciso l'imperatore e poi tentato di nasconderne la morte; Diocle estrasse allora la spada e uccise Apro; secondo la Historia Augusta, citò un verso di Virgilio mentre lo faceva. realizzando così la profezia che aveva ricevuto quando nel 270 circa, mentre contava attentamente i denari per pagare il pranzo che aveva consumato in un'osteria nei dintorni di Liegi, gli si avvicinò una druidessa che lo rimproverò per la sua spilorceria; al che quello rispose che quando sarebbe diventato imperatore non avrebbe badato a spese. Allora la druidessa lo ammonì a non scherzare e gli profetizzò che sarebbe divenuto imperatore dopo aver ucciso un cinghiale (aper, apri in latino). Fu così che Diocle uccidendo Apro divenne imperatore.
Questa tradizionale narrazione degli avvenimenti non è del tutto accolta dalla critica storica: già Edward Gibbon sosteneva che Apro fu ucciso «senza dargli tempo di entrare in una pericolosa giustificazione» e la stessa pubblica protesta di innocenza di Diocleziano durante la cerimonia di investitura appare sospetta e dimostra almeno che la colpevolezza di Apro non doveva essere così scontata come fu poi fatta apparire. È possibile che Diocleziano sia stato a capo di una congiura dei generali che si liberarono sia di Numeriano, giovane più votato alla poesia che alle armi, sia del suocero Apro. Inoltre, storicamente Diocleziano non intese presentarsi come vendicatore di Numeriano, tanto che fece cancellare il suo nome da molte epigrafi ufficiali, e dal panegirista Claudio Mamertino Diocleziano fu descritto come liberatore «da una crudelissima dominazione».
Poco dopo la morte di Apro, Diocle mutò il proprio nome nel più latinizzante «Diocleziano», adottando il nome di Gaio Aurelio Valerio Diocleziano.

#### Guerra contro Carino

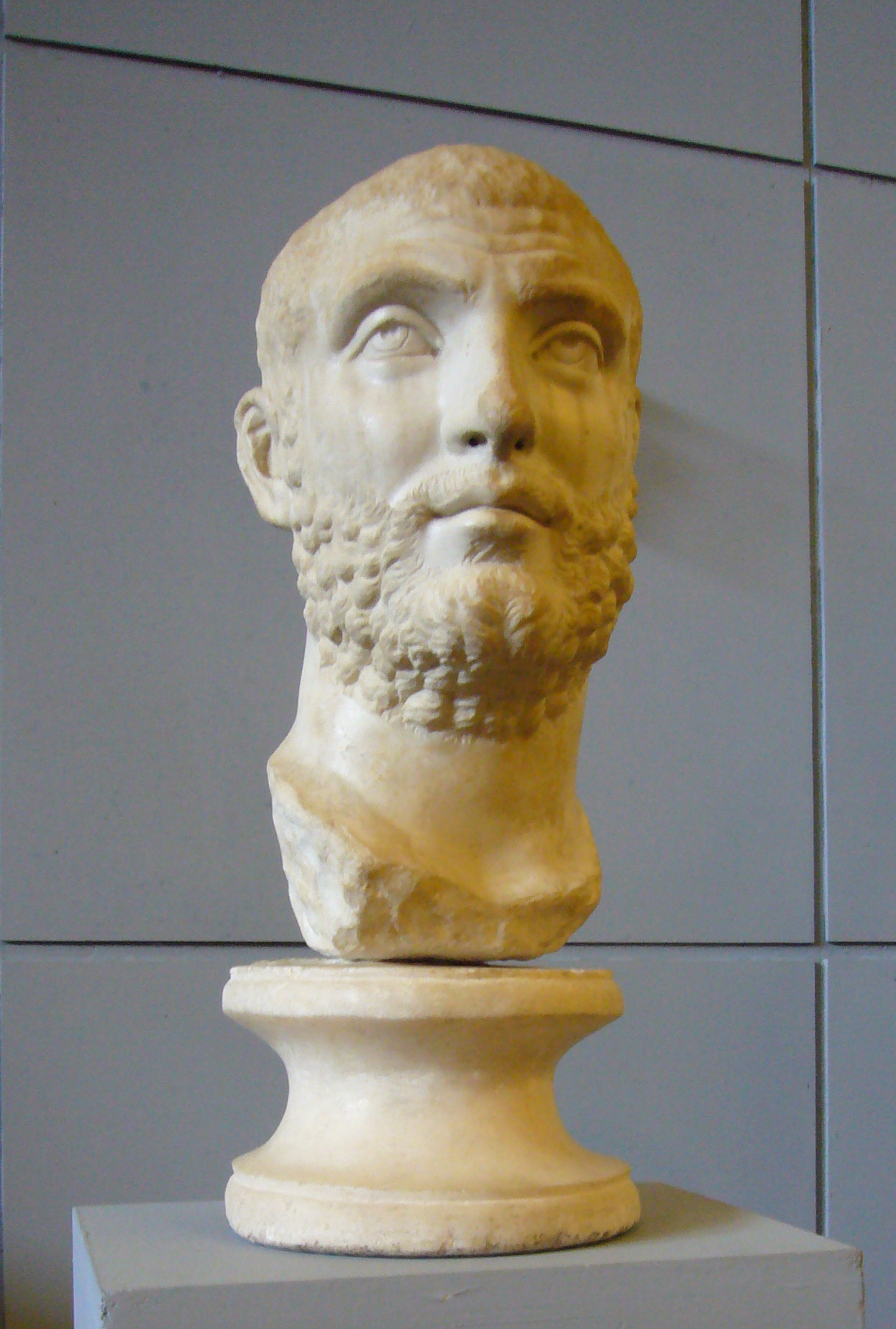
Testa in marmo da una statua di Marco Aurelio Carino, figlio di Caro e avversario di Diocleziano nella battaglia del fiume Margus

Rimaneva da risolvere la divisione del potere con il fratello maggiore di Numeriano, Carino, che dopo la morte del padre si era rapidamente diretto a Roma e aveva assunto il consolato per la terza volta nel 285. Carino, fatto divinizzare Numeriano, dichiarò Diocleziano usurpatore e con il suo esercito si mosse verso Oriente; lungo il percorso, nei pressi di Verona, sconfisse in battaglia e poi uccise il governatore Marco Aurelio Sabino Giuliano, che si era proclamato imperatore. La rivolta di Giuliano (e la sua tragica conclusione) fornirono a Diocleziano il pretesto per presentare Carino come un tiranno crudele e oppressivo.
Diocleziano assunse a sua volta il consolato, e scelse Cesonio Basso come collega. Basso proveniva dalla famiglia senatoria campana dei Caesonii, ed era stato già console e proconsole d'Africa per tre volte, una distinzione voluta dall'imperatore Probo. Si trattava dunque di un politico dotato di quell'esperienza degli affari di governo di cui Diocleziano, presumibilmente, difettava. Con la scelta di assumere il consolato (con un collega proveniente dai ranghi del Senato) intendeva rimarcare la sua opposizione al regime di Carino rispetto al quale rifiutava qualsiasi forma di subordinazione, dimostrando altresì la volontà di continuare la collaborazione con l'aristocrazia senatoriale e militare, del cui sostegno necessitava per concretizzare il proprio successo sia al presente (mentre marciava su Roma) sia in futuro per consolidarsi al potere.
Nel corso dell'inverno 284/285 Diocleziano attraversò i Balcani diretto a Occidente, intenzionato ad affrontare Carino. L'occasione dello scontro risolutivo non tardò ad arrivare: nella primavera del 285, poco prima della fine di maggio, nei pressi del fiume Margus (la Grande Morava) in Moesia. Gli studiosi moderni ritengono di avere individuato il luogo della battaglia del fiume Margus tra il Mons Aureus (Seona, a occidente di Smederevo) e Viminacium, nei pressi della moderna Belgrado, in Serbia. Malgrado Carino disponesse dell'esercito più consistente (avendo quindi, almeno numericamente, maggiori probabilità di vittoria), dispose le proprie legioni in una posizione più sfavorevole rispetto al dispiegamento adottato da Diocleziano che ne approfittò per prevalere sull'avversario. Secondo gli storici antichi, Carino fu ucciso da uno dei suoi ufficiali, di cui aveva sedotto la moglie. Gli storici moderni, invece, ritengono che sia morto a seguito del tradimento perpetrato dal suo prefetto del pretorio e collega nel consolato, Aristobulo, che l'assassinò all'inizio della battaglia, dopo essere passato dalla parte di Diocleziano, ottenendone in compenso la riconferma nelle cariche al momento ricoperte.
Al termine della battaglia Diocleziano, ricevuto un giuramento di fedeltà tanto dalle legioni vincitrici quanto da quelle appena sconfitte, che lo acclamarono Augusto, partì per l'Italia.
Diocleziano, insediatosi al potere, era convinto che l'attuale sistema di governo dell'impero fosse ormai manifestamente inadeguato ad amministrare un territorio largamente esteso e le cui frontiere erano sottoposte alla minacciosa e crescente pressione di popoli ostili (come gli eventi anche recenti avevano ampiamente dimostrato), pertanto si risolse a crearne uno nuovo. Istituì quindi una struttura di governo di tipo "quadricefalo", nota come la tetrarchia, al cui vertice erano collocati due imperatori (con il titolo di Augusto) ciascuno a capo dei due territori in cui l'Impero veniva a essere diviso: Occidente e Oriente. I due Augusti erano coadiuvati da due Cesari di loro scelta, che esercitavano un controllo quasi diretto sulla metà del territorio governato dal rispettivo Augusto al quale erano destinati a succedere, scegliendo a loro volta un nuovo Cesare. Il sistema tetrarchico ebbe formalmente termine nel 324, quando Costantino I, dopo aver sconfitto Licinio, ponendo fine a una lunga guerra civile protrattasi dal 306, riunificò nelle proprie mani l'Occidente e l'Oriente romani.
Introducendo il nuovo sistema di governo Diocleziano si attribuì il titolo di Augusto dell'Oriente, stabilendo la propria capitale a Nicomedia, e nominò Augusto dell'Occidente Massimiano, che scelse come capitale Mediolanum (Milano). Nel corso del III secolo già altri imperatori, in più di un'occasione, preferirono a Roma (resa dalla posizione geografica troppo distante dalle turbolenti frontiere renana e danubiana), quelle città (come Milano) che gli consentissero di raggiungere rapidamente le zone di volta in volta minacciate. Con Diocleziano questo dato di fatto fu in qualche modo istituzionalizzato. Roma restò comunque il riferimento ideale dell'Impero, rimanendo la sede di quelle istituzioni (come il Senato) ridottesi a rivestire un ruolo puramente simbolico a seguito di un secolare processo di erosione delle proprie originarie prerogative. Il potere effettivo era oramai circoscritto all'imperatore e alla cerchia dei suoi più stretti collaboratori (consilium e poi consistorium), nei nuovi centri amministrativi dell'Impero (Milano, nella pars Occidentis; Nicomedia e poi Costantinopoli, nella pars Orientis). Nel 293 Diocleziano nominò Galerio suo Cesare, e Massimiano fece altrettanto con Costanzo Cloro. Il territorio dell'Impero venne ripartito in dodici diocesi che raggruppavano più province (aumentate di numero). A seguito di tale riorganizzazione territoriale e amministrativa, venne a cadere qualsiasi residuo di privilegio dell'Italia, che si trovò completamente equiparata alle altre parti dell'Impero. Le varie diocesi furono a loro volta raggruppate in quattro regioni più ampie, denominate prefetture, ciascuna governata da un personaggio di dignità imperiale (prefetto del pretorio).

### Regno (284-305)
Diocleziano potrebbe essere stato impegnato a combattere i Quadi e i Marcomanni immediatamente dopo la battaglia del fiume Margus. È certo che, dopo la vittoria su Carino, si diresse in Italia settentrionale per avviare l'istituzione di un nuovo apparato di governo, ma non è noto se sia sceso fino a Roma in tale occasione. Esiste una emissione monetaria che suggerisce un adventus dell'imperatore nella città, ma alcuni storici moderni fanno notare come Diocleziano facesse iniziare il suo regno dalla data di acclamazione dell'esercito e non da quella di ratificazione del Senato romano, sull'esempio di Caro, che aveva definito la ratifica senatoriale un'inutile formalità. Tuttavia, anche nell'eventualità che Diocleziano si fosse recato a Roma all'indomani della propria ascesa al potere, non vi restò a lungo, essendo attestata la sua presenza nei Balcani il 2 novembre 285, in occasione di una campagna contro i Sarmati.
Se si esclude la sostituzione del prefetto urbano di Roma con il proprio collega al consolato, Cesonio Basso, non risulta che Diocleziano abbia proceduto a un'epurazione capillare delle personalità coinvolte con il precedente regime. Infatti, almeno per il momento, la maggior parte dei funzionari che avevano servito sotto Carino mantennero i propri incarichi, compreso Aristobulo che Diocleziano confermò al consolato e alla prefettura del pretorio, nonostante avesse tradito Carino (forse al pari di molti altri mantenuti ai loro posti), e successivamente nominò proconsole d'Africa e prefetto urbano: un atto che lo storico Aurelio Vittore definì come esempio inusuale di «clementia» imperiale.

#### Diarchia (285-293)

##### Massimianocesare(285)
Dalle vicende degli ultimi decenni era emerso chiaramente quanto l'insorgere (a volte contemporaneamente) di crisi regionali (Gallia, Siria, Egitto, basso Danubio) poste, oltretutto, a grande distanza l'una dall'altra e in un contesto territoriale molto esteso, rendeva piuttosto difficile (se non impossibile) a un singolo imperatore porvi rimedio. Ciò valeva anche nei casi in cui al vertice dello Stato ci fossero personalità capaci ed energiche quali Aureliano e Probo, la cui opera venne bruscamente interrotta dalle congiure dei propri ufficiali di cui rimasero vittime. Considerazioni di questo tipo contribuirono a far maturare nella mente di Diocleziano la convinzione che la suddivisione delle responsabilità di governo tra più imperatori fosse il rimedio più idoneo a "curare" il processo di decadimento dell'Impero. Pertanto, nel 285 a Mediolanum, appena un anno dopo essere asceso al potere (e questo potrebbe indurre a supporre che Diocleziano pervenne a tale conclusione già alcuni anni prima di divenire imperatore), Diocleziano scelse Massimiano come proprio collega, conferendogli il titolo di cesare e rendendolo così a tutti gli effetti un co-imperatore. La lealtà di Massimiano a Diocleziano fu un fattore determinante per i successi iniziali della diarchia (poi Tetrarchia). I due imperatori si dividevano su base geografica il governo dell'Impero e la responsabilità della difesa delle frontiere e della lotta contro gli usurpatori, nelle rispettive aree di competenza.
L'idea di una sovranità condivisa non era certo nuova nell'Impero romano. Augusto, il primo imperatore, aveva condiviso il potere con i propri colleghi, e forme più ufficiali di co-imperatore esistettero da Marco Aurelio (161-180) in poi. Più recentemente, l'imperatore Caro e i suoi figli avevano governato insieme, sebbene senza ottenere un grande risultato. E Diocleziano si trovava in una situazione ancora più difficile dei suoi predecessori, in quanto aveva una figlia, Valeria, ma nessun figlio: il suo co-imperatore sarebbe provenuto dal di fuori della sua cerchia familiare con tutti i rischi in termini di affidabilità che ciò comportava. Alcuni storici sostengono che Diocleziano avesse adottato Massimiano come filius Augusti all'atto della sua acclamazione a imperatore, sull'esempio di alcuni suoi predecessori, anche se non tutti gli storici concordano su questa ricostruzione.
La relazione tra Diocleziano e Massimiano fu rapidamente ridefinita in termini religiosi. Nel 287 circa Diocleziano assunse il titolo di Iovius, Massimiano quello di Herculius. Il titolo doveva probabilmente richiamare alcune caratteristiche del sovrano da cui era usato: a Diocleziano, associato a Giove, era riservato il ruolo principale di pianificare e comandare; Massimiano, assimilato a Ercole, avrebbe avuto il ruolo di eseguire "eroicamente" le disposizioni del collega. Malgrado queste connotazioni religiose, gli imperatori non erano "divinità", in accordo con le caratteristiche del culto imperiale romano, sebbene potessero essere salutati come tali nei panegirici imperiali; erano invece visti come rappresentanti delle divinità, incaricati di eseguire la loro volontà sulla terra. Vero è che Diocleziano elevò la sua dignità imperiale al di sopra del livello umano e della tradizione romana. Egli voleva risultare intoccabile. Soltanto lui risultava dominus et deus, signore e dio, tanto che a tutti coloro che lo circondavano venne attribuita, come di riflesso, una dignità sacrale: il palazzo divenne sacrum palatium e i suoi consiglieri sacrum consistorium. Segni evidenti di questa nuova qualificazione monarchico-divina furono il cerimoniale di corte, le insegne e le vesti dell'imperatore. Egli, infatti, al posto della solita porpora, indossò abiti di seta ricamati d'oro, calzature ricamate d'oro con pietre preziose. Il suo trono poi si elevava dal suolo del sacrum palatium di Nicomedia. Veniva, infine, venerato come un dio, da parenti e dignitari, applicando il rituale della proskýnesis, una forma di prosternazione utilizzata da secoli nei confronti dei sovrani orientali.
Il passaggio dall'acclamazione militare alla santificazione divina mirava a privare l'esercito del potere di scegliere gli imperatori e di influire nei meccanismi di successione imperiale; la legittimazione religiosa elevò Diocleziano e Massimiano al di sopra dei potenziali rivali con un'efficacia che né il potere militare né le rivendicazioni dinastiche potevano vantare.

##### Primi conflitti con germani e sarmati del medio-basso Danubio (285)
Dopo essere stato nominato cesare, Massimiano fu inviato a combattere i Bagaudi in Gallia. Diocleziano, invece, ritornò in Oriente e durante il tragitto, raggiunse il 2 novembre la città di Citivas Iovia (Botivo, nei pressi di Poetovio, oggi in Slovenia). Nei Balcani, nel corso dell'autunno del 285, alcuni emissari di una tribù di Sarmati chiesero all'Augusto un aiuto per recuperare le loro terre perdute o, in alternativa, la concessione del diritto di pascolo all'interno del territorio dell'Impero. Al rifiuto di Diocleziano fece seguito uno scontro armato dal quale i Sarmati uscirono sconfitti. Ma la vittoria romana, per quanto schiacciante, non fu risolutiva del problema della crescente pressione (e degli sconfinamenti) delle tribù nomadi lungo la frontiera danubiana dell'Impero: presto sarebbe stato necessario affrontarle nuovamente.
In effetti, non molto tempo dopo Diocleziano fu costretto a respingere nuove invasioni germano-sarmatiche, non solo in Pannonia, ma anche in Mesia, favorite dalla riduzione dei contingenti di guarnigione lungo le frontiere del medio-basso tratto danubiano per soddisfare le necessità di truppe che la guerra civile, recentemente conclusasi, di volta in volta richiedeva ai vari contendenti. A seguito dei successi riportati su Quadi e Iazigi ricevette l'appellativo di "Germanicus maximus".
Nell'estate di quello stesso anno Massimiano mosse in Gallia, affrontando i ribelli Bagaudi. I resoconti di questa campagna estiva pervenutici non sono utili a fornire maggiori dettagli. In autunno due eserciti barbarici, uno di Burgundi e Alemanni, l'altro di Chaibones ed Eruli, forzarono il limes renano ed entrarono in Gallia. Mentre il primo esercito fu decimato dagli stenti patiti per la fame e le malattie, Massimiano concentrò i propri sforzi sul secondo che sconfisse non appena intercettato, decidendo quindi di stabilire il proprio quartier generale sul Reno in previsione di future campagne. Per tale successo, Massimiano ottenne per la prima volta l'appellativo di "Germanicus maximus" e Diocleziano un'iterazione di questo cognomen che aveva già assunto in precedenza.

##### La questione persiana (286-287)

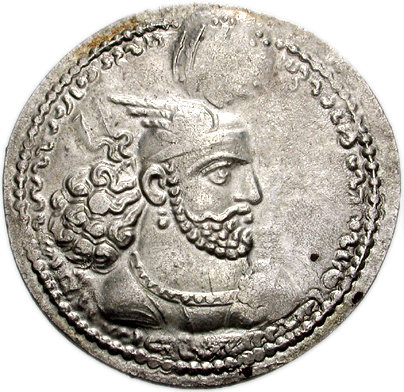
Moneta del re dei re Bahram II

Nell'inverno 285-286 Diocleziano, che risiedeva a Nicomedia, trasferì alcuni coloni dalla provincia d'Asia in Tracia per ripopolare le zone rurali di questa provincia a seguito della fuga di una parte dei suoi abitanti causata da una rivolta. Nella primavera del 286 visitò la provincia di Siria-Palestina, sebbene alcune fonti ne sposterebbero la data alla primavera del 287. La sua presenza nella regione emergerebbe anche dal Midrash ebraico, secondo il quale Diocleziano, nel periodo in questione, avrebbe soggiornato a Panias (oggi Banias) sulle alture settentrionali del Golan. Diocleziano approfittò della sua vicinanza alla frontiera orientale per intensificare i contatti diplomatici con l'Impero sasanide, finalizzati a dar vita a una fase di distensione nei rapporti tra Roma e la Persia. I successi in tal senso non tardarono ad arrivare: nel 287 Bahram II inviò doni preziosi, una dichiarazione di amicizia tra i due Imperi, e un invito rivolto allo stesso Diocleziano affinché si recasse a fargli visita. Tuttavia, da alcune fonti romane pare, invece, che la buona disponibilità persiana non fosse il frutto della diplomazia ma semplicemente un'iniziativa spontanea.
Sempre nello stesso periodo, forse nel 287, i Sasanidi, a conferma della volontà di pace con Roma scaturita dalla recente riapertura dei canali diplomatici tra i due Imperi, rinunciarono a ogni pretesa sulla vicina Armenia riconoscendo altresì l'autorità di Roma a ovest e a sud del fiume Tigri. Inoltre, la parte occidentale dell'Armenia fu trasformata in provincia romana mentre Tiridate III, Arsacide, che reclamava il trono armeno fin da quando, essendo cliente di Roma, fu costretto a rifugiarsi nella capitale romana in seguito alla conquista persiana del 252-253, poté, nel 287, tornare a rivendicare la parte orientale dei suoi antichi domini senza incontrare alcuna opposizione da parte persiana. I doni ricevuti da Bahram II vennero interpretati come i simboli di una vittoria romana sui Sasanidi (di cui la soluzione della questione armena costituiva l'aspetto sostanziale), tant'è che Diocleziano venne salutato come il "fondatore della pace eterna". Tali eventi potrebbero aver rappresentato la fine formale della campagna sasanide di Caro, che probabilmente era terminata senza la conclusione di un vero e proprio trattato di pace. Al termine dei colloqui di pace con i Persiani-Sasanidi, Diocleziano intraprese una riorganizzazione della frontiera mesopotamica nel corso della quale fortificò la città di Circesium (Buseira, Siria) posta sull'Eufrate.

##### Massimiano viene promossoAugusto(286)
Mentre in Oriente si addiveniva pacificamente a un compromesso con i Persiani, in Occidente (nel 286), il prefetto della flotta del canale della Manica, il futuro usurpatore Carausio, che aveva come sede principale della flotta la città di Gesoriacum, respinse con successo gli attacchi dei pirati Franchi e Sassoni lungo le coste della Britannia e della Gallia Belgica, tant'è che per tali vittorie Diocleziano assunse il titolo di "Britannicus maximus". Al contempo, Massimiano sconfisse Burgundi e Alemanni, come risulta da un suo panegirico risalente al 289. Ma la stabilità interna della parte occidentale dell'Impero cominciò a vacillare quando Carausio preferì appropriarsi dei beni confiscati ai pirati anziché destinarli allo Stato. Massimiano emise allora una sentenza di morte nei confronti del suo infido subordinato, ma Carausio preferì fuggire dalla Gallia, proclamandosi Augusto e istigando alla rivolta contro Massimiano e Diocleziano la Britannia e la Gallia nord-occidentale. Al seguito di tale evento, lo stesso Diocleziano decise di rinunciare al titolo di "Britannicus maximus" assunto in precedenza, per una sorta di damnatio memoriae rispetto alle vittorie conseguite da Carausio prima della sua usurpazione.
Sulla base dei reperti archeologici pervenutici, si è avanzata l'ipotesi che Carausio, al momento della rivolta, controllasse già alcune postazioni militari in Britannia che gli garantivano una solida base di potere sia in Britannia, sia nella Gallia settentrionale: una moneta rinvenuta a Rouen attesta che il suo potere all'inizio della rivolta si era esteso sino a questa zona continentale, a causa della debolezza del governo centrale. Carausio si sforzò di ottenere una legittimità da Diocleziano, come se fosse un cesare designato: nel suo conio (che aveva una qualità di gran lunga migliore di quella ufficiale, in particolare nei suoi pezzi d'argento) egli esaltava la "concordia" tra lui e il potere centrale (PAX AVGGG "la pace dei tre Augusti", si legge su una moneta di bronzo del 290, dove troviamo sul fronte l'immagine di Carausio insieme a quella Diocleziano e Massimiano, con la didascalia CARAVSIVS ET FRATRES SVI, "Carausio & i suoi fratelli"). Tuttavia, Diocleziano non poteva permettere a un usurpatore di entrare a far parte del suo governo imperiale, come in passato era accaduto a Postumo, solo perché lo reclamasse. Infatti, un suo cedimento alle richieste di Carausio avrebbe costituito un precedente pericoloso per la tenuta dell'impero che Diocleziano si apprestava a riformare, potendo aprire la strada a ulteriori usurpazioni: Carausio doveva essere, quindi, neutralizzato.
Spinto dall'incalzare degli eventi critici, Diocleziano si risolse a elevare Massimiano al titolo di Augusto il 1º aprile del 286, attribuendogli, tra l'altro, l'appellativo di Nobilissimus et frater. Tuttavia, una datazione precisa di tale conferimento non può essere stabilita con assoluta certezza. Infatti, mentre alcuni sostengono che Massimiano ricevette l'investitura ad Augusto sin dall'inizio, senza aver mai ricoperto precedentemente la carica di Cesare, altri ritengono che l'elevazione alla dignità di Augusto sia avvenuta il 1º marzo 286. Ma quella del 1º aprile del 286 rimane la datazione sulla quale concorda la maggioranza dagli storici moderni. La modalità della nomina di Massimiano presenta dei risvolti poco chiari, essendo piuttosto dubbio che Diocleziano fosse presente all'evento. È stato persino ipotizzato che Massimiano avesse in un primo tempo usurpato il titolo e che solo successivamente ne ottenne il riconoscimento da parte di Diocleziano, preoccupato più di scongiurare il riaccendersi di nuova guerra civile che di avere un collega. Questa interpretazione è largamente minoritaria in quanto presta il fianco alla critica secondo la quale, sulla base di molteplici indizi, risulterebbe abbastanza chiaramente che Diocleziano avesse fin da principio stabilito che Massimiano potesse agire con una certa dose di indipendenza. Una parte della storiografia moderna sostiene, infine, che la scelta di Diocleziano potesse essere stata dettata dalla necessità dell'imperatore di legare maggiormente a sé Massimiano, associandolo al trono imperiale, in modo da ridurre il rischio che questi potesse stringere un patto con lo stesso Carausio ai suoi danni.
Nel nuovo sistema di distribuzione del potere che si era venuto a creare, Diocleziano si considerava sotto la protezione di Giove (Iovius) per non dare adito a dubbi circa la posizione di supremazia che intendeva stabilire nei confronti del collega Massimiano, associato a sua volta "semplicemente" a Ercole (Herculius, figlio di Giove). Tale sistema, concepito da un imperatore proveniente dai ranghi dell'esercito qual era Diocleziano, non poteva che essere estremamente gerarchizzato.

##### Nuovi successi su Germani e Sarmati (287-289)
L'anno successivo (287) Massimiano, resosi conto di non essere ancora in grado di affrontare direttamente l'usurpatore Carausio, preferì colpirlo indirettamente dedicandosi a combattere le tribù germaniche d'oltre Reno. Le campagne militari di Massimiano sembra, infatti, che abbiano avuto come obiettivo quello di minare l'autorità dell'imperatore separatista di Britannia privandolo delle sue basi d'appoggio sul continente, essendosi Carausio precedentemente alleato con i Franchi. Grazie ai successi conseguiti da Massimiano contro Alemanni e Burgundi sull'alto Reno, e nei confronti dei Sassoni e dei Franchi lungo il corso inferiore dello stesso fiume, a Diocleziano fu rinnovato l'appellativo di "Germanicus maximus" per ben due volte nel corso dell'anno.
Nella primavera del 288 Massimiano si apprestava ad allestire una grande flotta per intraprendere una spedizione contro Carausio. Diocleziano, a sua volta, tornò dall'Oriente per incontrare Massimiano e concordare con lui una campagna congiunta contro gli Alemanni, probabilmente per rendere sicura la frontiera renana in vista dell'imminente campagna di Massimiano ai danni di Carausio. Sulla base della strategia prestabilita, venne invasa la Germania Magna da due direzioni distinte: Diocleziano muovendo dalla Retia, mentre Massimiano avanzò da Mogontiacum (Magonza). Ciascun imperatore recò distruzione man mano che penetrava nel territorio nemico, bruciando raccolti e mezzi di sostentamento delle popolazioni germaniche. Questi successi determinarono l'annessione di nuovi territori e permisero a Massimiano di proseguire i suoi preparativi bellici contro Carausio senza correre il pericolo di subire aggressioni sul proprio fianco destro (il Reno appunto) non appena avesse dato il via all'attacco. Alla fine del 288 è risalente la quarta acclamazione di Diocleziano quale "Germanicus maximus". Sempre quello stesso anno Massimiano fece prigioniero il re dei Franchi Sali, Gennobaude, ottenendo in cambio della sua liberazione la restituzione di tutti i prigionieri romani in mano dei Franchi. A completamento dell'opera di pacificazione, dislocò alcuni Franchi nei territori circostanti Augusta Treverorum e Bagacum (attuale Bavay, in Belgio).
Di ritorno in Oriente, Diocleziano si trovò nuovamente impegnato in un'ulteriore e breve campagna contro i Sarmati. Nessun dettaglio degli eventi militari ci è pervenuto, eccezion fatta per alcune iscrizioni dalle quali si apprende che Diocleziano venne salutato per la prima volta con il titolo vittorioso di Sarmaticus Maximus (nel 289). Nello stesso periodo si registra un altro successo sugli Alemanni del quale fu artefice questa volta il futuro cesare, Costanzo Cloro.

##### Tra Oriente e Occidente (290-293)
In Oriente, Diocleziano tentò, ricorrendo alla diplomazia, di riallacciare i rapporti con le tribù nomadi del deserto stanziate nella regione a ridosso della frontiera con la Persia, forse allo scopo di ridurne le incursioni, oppure di riportare l'influenza romana nell'area ai livelli raggiunti all'epoca del regno palmireno. Se si tiene presente che alcune di queste tribù erano state clienti dei re persiani, si comprendono le attenzioni rivolte a esse da Diocleziano per rafforzare il limes orientale, soprattutto alla luce delle recenti tensioni con i Sasanidi. Tuttavia, dalle informazioni in nostro possesso non si evince se l'imperatore sia riuscito nel proprio intento. Al 290 risale la prima citazione, storicamente accertata, della tribù araba dei Saraceni (che si ritiene originaria della penisola del Sinai), dei quali i Romani stroncarono un tentativo di invasione della Siria.
In Occidente Massimiano subì la perdita della flotta recentemente allestita per affrontare l'usurpatore Carausio ma la data precisa del disastro non è certa, sebbene la si collochi presumibilmente nella primavera del 290. I panegyrici latini riferiscono che all'origine della perdita ci fosse una tempesta, ma questo potrebbe essere semplicemente un tentativo di nascondere una sconfitta militare imbarazzante. Diocleziano, non appena ne venne informato, interruppe la sua visita nelle province orientali e tornò rapidamente verso Occidente, raggiungendo Emesa il 10 maggio del 290, e Sirmium sul Danubio il 1º luglio del 290.
L'incontro tra Diocleziano e Massimiano, che si svolse a Mediolanum (Milano) verso il tardo dicembre del 290 oppure nel gennaio del 291, fu organizzato con un apparato scenico di fastosità solenne, caratterizzato da frequenti apparizioni pubbliche da parte dei due imperatori. Ciò ha indotto a ipotizzare che le cerimonie fossero organizzate per confermare indiscutibilmente il sostegno di Diocleziano nei confronti del collega in difficoltà. In tale occasione, una delegazione di senatori proveniente da Roma raggiunse i due Augusti, forse per dimostrare con la propria presenza la sopravvivenza di un certo prestigio da parte della capitale dell'Impero romano, molto spesso scartata quale propria sede, da vari imperatori, rispetto ad altre città. Ma era ormai consuetudine da lungo tempo che Roma fosse utilizzata solo come una capitale "cerimoniale", mentre la sede amministrativa fosse determinata, di volta in volta, dalle esigenze di difesa dei confini imperiali: già Gallieno (253 - 268), aveva scelto Mediolanum come suo quartier generale. Se il panegirico, descrivendo nei dettagli la cerimonia dell'incontro di Mediolanum, asserisce che il vero centro dell'Impero non era Roma, ma dove l'imperatore si trovasse («la capitale dell'Impero sembrava fosse lì, dove i due imperatori si erano incontrati»), ciò fa semplicemente eco a quanto aveva anticipato lo storico Erodiano agli inizi del III secolo, secondo il quale «Roma si trovava dov'era l'imperatore». Le decisioni di carattere politico e militare scaturite dal vertice di Mediolanum non furono rese pubbliche. Gli Augusti non ebbero altri incontri fino al 303.

#### Tetrarchia (293-305)

##### Nascita della tetrarchia (293)
Qualche tempo dopo il suo rientro in Oriente, e prima del 293, Diocleziano trasferì il comando della guerra contro Carausio da Massimiano a Flavio Costanzo. Ex governatore della Dalmazia, uomo di provata esperienza militare risalente ai tempi delle campagne di Aureliano contro Zenobia (272-273), Costanzo, al momento della nomina, ricopriva la carica di prefetto del pretorio di Massimiano in Gallia, del quale aveva sposato la figlia, Teodora. Il 1º marzo del 293 a Mediolanum (Milano), egli fu insignito, inoltre, da Massimiano del titolo di cesare. Nella primavera del 293, a Philippopolis (Plovdiv, Bulgaria) oppure a Sirmium, Diocleziano fece lo stesso con Galerio (forse già suo prefetto del pretorio), al quale aveva concesso in sposa la propria figlia, Valeria. A Costanzo vennero assegnate la Gallia e la Britannia; a Galerio la Siria, la Palestina, l'Egitto e la responsabilità per i confini orientali.
Secondo il nuovo modello della tetrarchia l'Augusto d'Oriente (Diocleziano) governerebbe le province d'Asia, di Bitinia e Ponto, di Galazia, di Licia e Panfilia, di Cilicia, di Cappadocia, di Cipro, di Siria, di Giudea, d'Arabia Petrea, d'Egitto e di Cirenaica e Creta [solo la Cirenaica]; il Cesare d'Oriente (Galerio) governerebbe le province di Cirenaica e Creta [solo Creta], d'Acaia, d'Epiro, di Macedonia, di Tracia, della Mesia superiore, della Mesia inferiore, di Dacia, di Dalmazia, di Pannonia inferiore e di Pannonia superiore; l'Augusto d'Occidente (Massimiano) governerebbe l'Italia e le province d'Africa, di Mauretania Cesariense, di Sicilia, di Sardegna e Corsica, d'Alpi Cozie, di Norico e di Rezia; il Cesare d'Occidente (Costanzo Cloro) governerebbe le province d'Alpi Marittime, d'Alpi Pennine, di Gallia Narbonense, di Gallia Lugdunense, di Gallia Aquitania, di Gallia Belgica, di Germania superiore, di Germania inferiore, di Britannia, di Spagna Tarraconense, di Spagna Lusitana, di Spagna Betica e di Mauretania Tingitana.
Questo nuovo assetto dello Stato che si era venuto a determinare a seguito dell'associazione di un cesare a ciascun augusto è comunemente denominato tetrarchia, termine derivante dal greco antico e il cui significato consiste nel «dominio dei quattro». I tetrarchi era più o meno sovrani nei loro territori; viaggiavano avendo al proprio seguito una vera e propria corte imperiale (composta, tra l'altro, da amministratori e segretari) nonché un esercito personale. Rinsaldarono maggiormente il legame tra loro grazie a un'accorta politica di matrimoni combinati e legami di sangue: Diocleziano e Massimiano (i due Augusti) si consideravano spiritualmente come due fratelli e adottarono formalmente Galerio e Costanzo (già loro generi), come rispettivi figli, nel 293. Queste relazioni implicavano una linea di successione in virtù della quale Galerio e Costanzo sarebbero divenuti Augusti dopo l'abbandono di Diocleziano e Massimiano. Il legame tra i tetrarchi fu ulteriormente saldato da vincoli matrimoniali: Galerio sposò la figlia di Diocleziano, Valeria, mentre Costanzo la figliastra di Massimiano, Teodora; a sua volta Massenzio, primogenito di Massimiano, prese in moglie Valeria Massimilla, figlia di Galerio, mentre Costantino, primogenito di Costanzo, ebbe promessa la mano di Fausta, figlia di Massimiano, e fu inviato alla corte di Diocleziano a Nicomedia per essere introdotto all'arte militare e di governo: secondo un'interpretazione moderna, avvalorata da un passo di Lattanzio, i due rampolli erano predestinati ad assurgere al titolo di Cesare.

##### Fine della secessione in Britannia (293-296)
La vittoria riportata da Costanzo Cloro, nel 293, sugli alleati franchi del ribelle Carausio nella regione compresa tra gli estuari del Reno e della Schelda, procurò a Diocleziano la quinta acclamazione come "Germanicus maximus". Il successo di Costanzo costituiva la conclusione di una serie di operazioni militari, da lui intraprese in Gallia già prima di divenire Cesare, volte a privare Carausio delle sue basi di appoggio nel continente e che ebbero nella sanguinosa espugnazione di Boulogne, al termine di un lungo assedio, uno dei passaggi cruciali. La perdita della Gallia determinò la caduta di Carausio che venne assassinato e sostituito da un suo collaboratore, Alletto. Quest'ultimo si fece animatore della resistenza della Britannia per altri tre anni, finché l'isola non fu sottoposta a un'invasione che nel giro di poco tempo represse la ribellione separatista. I principali responsabili della rivolta furono messi a morte dopo essere stati definitivamente sconfitti, presso l'odierna Farnham, dal prefetto del pretorio di Costanzo, Giulio Asclepiodoto, mentre Alletto fu ucciso nel pieno della battaglia. Lo stesso Costanzo, dopo lo sbarco avvenuto nel sud-est dell'isola, entrò a Londinium (Londra), precedentemente saccheggiata dai disertori franchi di Alletto, dove fu accolto come un liberatore. Per tale evento furono coniate a Treviri una serie di medaglioni aurei che sul rovescio commemoravano Costanzo come Redditor Lucis Aeternae ("restauratore della luce eterna"), associata all'effigie della personificazione di Londinium che inginocchiata attende, appena fuori le mura cittadine, proprio Costanzo sopraggiunge in sella al suo cavallo. Al seguito della riconquista della Britannia, i tetrarchi assunsero simultaneamente il titolo di Britannicus maximus.

##### Rivolta in Egitto (293-298)

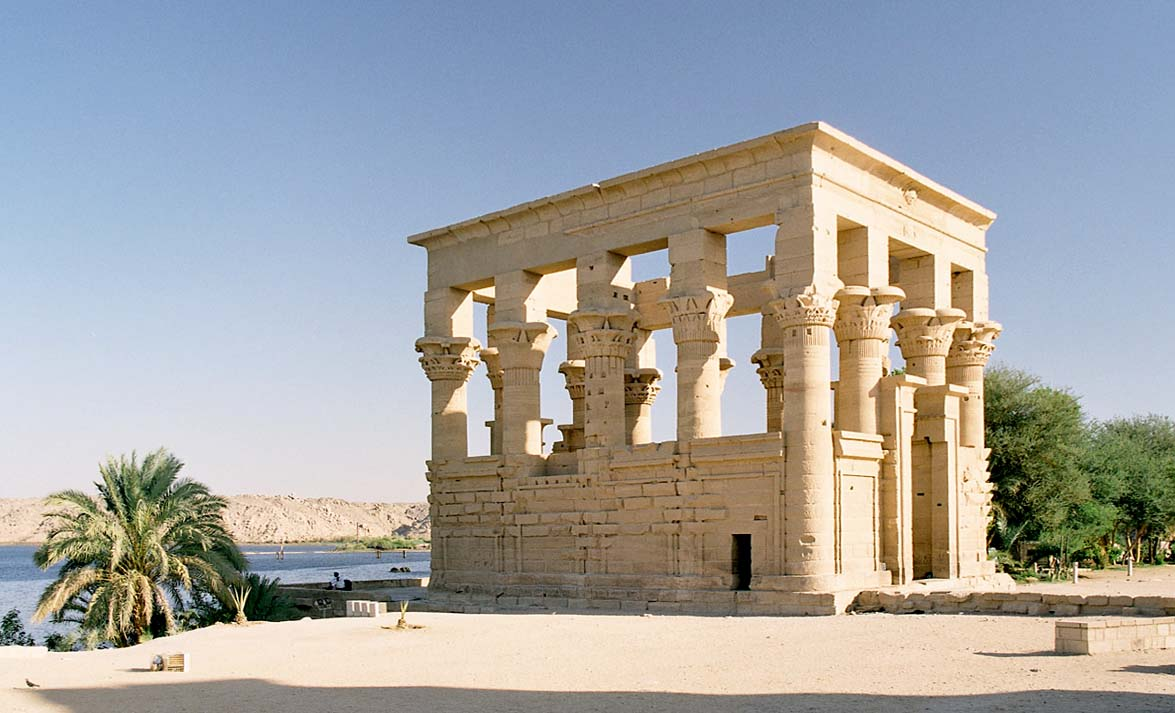
Tempio traianeo sull'isola di File, il nuovo confine meridionale tra Nobati e Blemmi e la provincia romana d'Egitto

Tra il 293 e il 294, Galerio, subito dopo la sua nomina a Cesare, si impegnò a reprimere una rivolta locale nell'Alto Egitto. Due anni dopo (295) si spostò in Siria per contrastare una nuova minaccia proveniente dall'impero sasanide. Nel frattempo, in Egitto cominciò a diffondersi un profondo malcontento, causato dalla decisione di Diocleziano di equiparare il livello della tassazione a quello delle altre province romane, che successivamente degenerò in una vera e propria rivolta popolare, scoppiata subito dopo la partenza di Galerio. A capo dei disordini si impose Domizio Domiziano, il quale, autoproclamandosi augustus nel luglio/agosto del 297, divenne di fatto un usurpatore che riuscì tuttavia a raccogliere il consenso della maggior parte dell'Egitto, compresa Alessandria. La reazione di Diocleziano non si fece attendere: recatosi personalmente in Egitto, l'imperatore ristabilì l'ordine a cominciare dalla Tebaide (autunno 297), poi si mosse verso Alessandria, che venne posta sotto assedio. Con la morte di Domiziano nel dicembre del 297, Diocleziano riprese il controllo sull'intero Egitto con l'eccezione di Alessandria le cui difese (predisposte dal precedente corrector Aurelio Achilleo) le consentirono di resistere fino al marzo del 298, quando, dopo essersi arresa, fu sottoposta a un saccheggio. Una volta sedata la ribellione, riprese la regolare navigazione lungo le coste del Mar Rosso, ma si decise di abbandonare e affidare ai Nobati, come foederati contro i Blemmi, i territori del Dodecascheno.
Diocleziano approfittò della sua presenza in Egitto per riformare la burocrazia della provincia e disporre un censimento della popolazione, privando in tale occasione Alessandria, colpevole di aver aderito alla rivolta, della possibilità di battere moneta. Le riforme dell'assetto burocratico attuate da Diocleziano, combinandosi con quelle apportate da Settimio Severo, snellirono i procedimenti amministrativi egiziani al punto da assimilarli a quelli delle altre province dell'Impero. Sempre durante il soggiorno egiziano, Diocleziano risalì il corso del Nilo nell'estate del 298, visitando Ossirinco ed Elefantina. In Nubia, stipulò un trattato di pace con le popolazioni dei Nobati e dei Blemmi, in virtù del quale queste ultime, a fronte di un donativo annuale in oro, resero possibile lo spostamento della frontiera sino a File. Nell'autunno del 298, Diocleziano lasciò l'Egitto dirigendosi in Siria (dove giunse nel febbraio del 299), incontrandosi quindi con Galerio in Mesopotamia.

##### Lungo ilimesoccidentali di Reno e Africa (297-302)

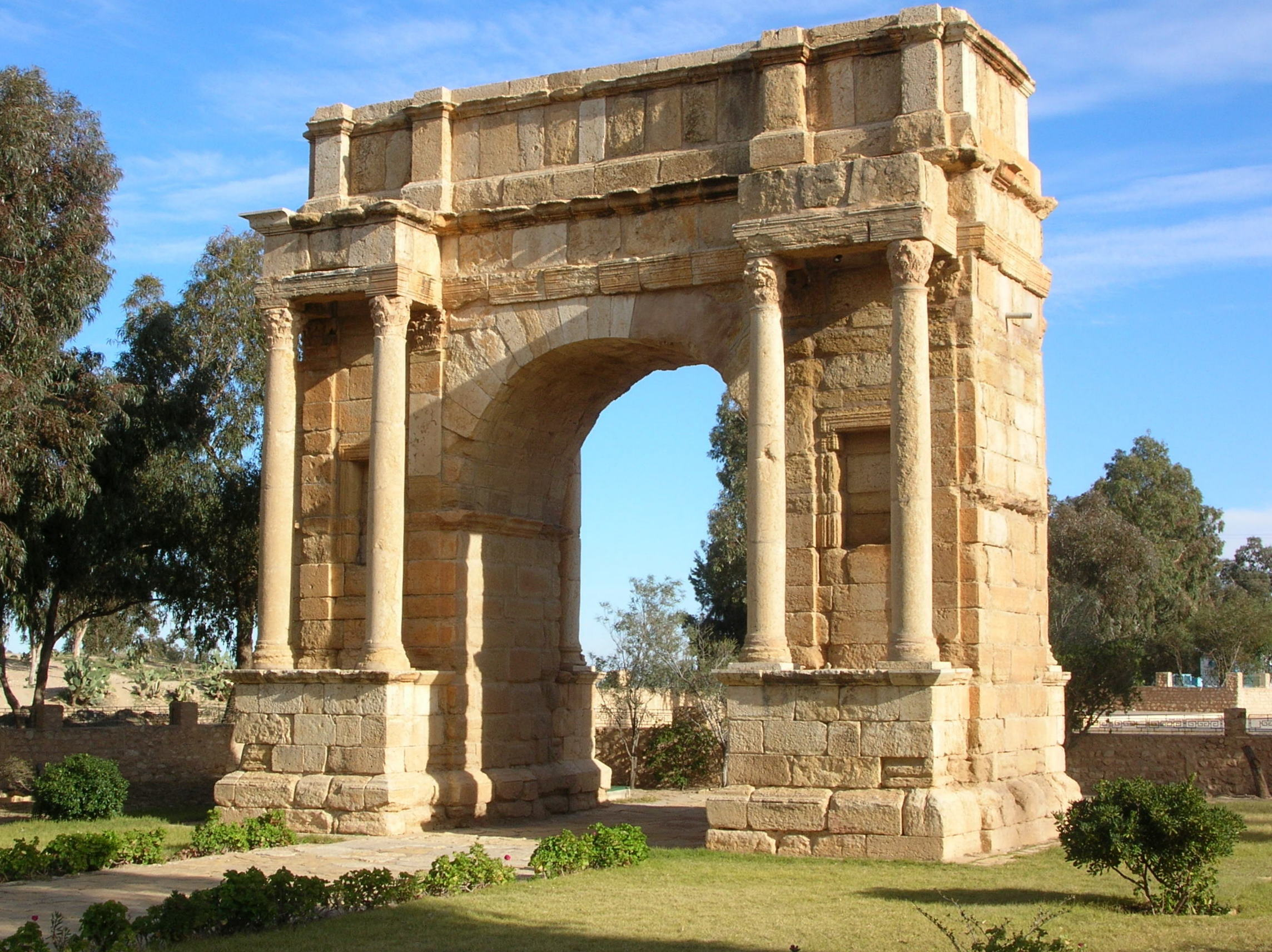
Arco trionfale della tetrarchia a Sbeitla (Tunisia)

Con la soppressione della rivolta separatista britannica svaniva la minaccia più seria, sino a quel momento, alla legittimità dei Tetrarchi e ciò consentì a Massimiano e Costanzo di concentrare i propri sforzi per contrastare le minacce esterne. Cosicché dal 297 Costanzo tornò nuovamente sul Reno per affrontare i pirati Franchi e gli Alemanni, mentre Massimiano intraprese una campagna militare su vasta scala, prima lungo il Danubio e poi in Africa, contro le popolazioni nomadi, probabilmente entrando trionfalmente a Cartagine, il 10 marzo 298.
Nel 297, terminata la riorganizzazione della Britannia di concerto con il proprio Augusto Massimiano, Costanzo Cloro avviò il ripopolamento del territorio un tempo abitato dai Batavi, con i Franchi Sali provenienti dalla Frisia. L'anno seguente (298), ancora il Cesare Costanzo, cui era stata affidata la frontiera renana, inflisse una pesante sconfitta a una coalizione di tribù Alemanne in due importanti scontri (battaglia di Lingones e battaglia di Vindonissa), che garantirono il rafforzamento di questo tratto di confine almeno per qualche decennio.
(Eutropio, Breviarium ab urbe condita, 9, 23.)
Per queste vittorie di Costanzo, i tetrarchi si appuntarono un'iterazione del titolo "Germanicus maximus", la quinta per Diocleziano, mentre nell'anno 302 sembra si svolse una seconda battaglia presso Vindonissa, da cui, nuovamente, Alemanni e Burgundi uscirono sconfitti, ma con ogni probabilità dovrebbe trattarsi dello stesso combattimento del 298.
Lungo il limes africano, le fonti riferiscono di una rivolta scoppiata nel 293 tra i Quinquegentiani, che fu domata solo quattro anni più tardi da Massimiano. Questi, infatti, partito per la Mauretania verso la fine del 297 (con un esercito eterogeneo formato da contingenti della guardia pretoriana, legionari di Aquileia, Egiziani e Danubiani, ausiliari galli e germani e reclute della Tracia), respinse le tribù dei Mauri e debellò quelle dei Quinquegentiani, che erano penetrati anche in Numidia. Sempre nel 297 Massimiano diede inizio a una sanguinosa offensiva contro i Berberi che si protrasse per molto tempo. Non contento di averli ricacciati nelle loro terre d'origine tra le montagne dell'Atlante, da dove avrebbero potuto proseguire le incursioni, Massimiano si avventurò in profondità nel territorio nemico infliggendo loro quante più devastazioni possibili a scopo punitivo, respingendoli fino al Sahara. L'anno successivo (298) rinforzò le difese della frontiera africana dalle Mauritanie alla provincia d'Africa.

##### Lungo illimesdanubiano (293-303)
Diocleziano trascorse la primavera del 293 spostandosi con il proprio cesare Galerio da Sirmium (Sremska Mitrovica, Serbia) a Byzantium (Istanbul, Turchia). Poi, nell'ottobre di quell'anno, rientrò a Sirmium, dove, tra l'inverno e la primavera successiva, si immerse nei preparativi di una nuova campagna militare contro i Sarmati Iazigi, che egli condusse personalmente a partire dalla primavera del 294 fino (forse) all'autunno dello stesso anno, riportando una vittoria. Il successo romano procurò all'Impero il mantenimento della calma lungo il tratto danubiano della frontiera, mentre a Dicleziano fruttò la terza acclamazione a "Sarmaticus maximus". Nello stesso periodo sarebbero collocabili ulteriori successi sulle popolazioni barbariche, questa volta dei Goti, tanto che i tetrarchi assunsero il titolo di "Gothicus maximus".
Per consolidare la posizione di forza raggiunta sul Danubio grazie ai recenti successi militari, Diocleziano diede inizio alla costruzione di una serie di forti a nord del fiume ad Aquincum (Budapest, Ungheria), Bononia (Vidin, Bulgaria), Ulcisia Vetera, Castra Florentium, Intercisa (Dunaújváros, Ungheria) e a Onagrinum (Begeč, Serbia). Queste nuove fortificazioni erano destinate a far parte di una nuova linea difensiva chiamata Ripa sarmatica.
Nel 295 e nell'estate del 296 Diocleziano scatenò nuovamente un'offensiva nella regione danubiana, conclusasi con la sconfitta del popolo dei Carpi, e il loro parziale trasferimento in territorio romano, a imitazione di quanto già attuato da Aureliano con altre popolazioni barbariche sconfitte.
Più tardi nel 299, Diocleziano e Galerio, una volta terminate le operazioni in Oriente, tornarono presso il confine danubiano della Mesia inferiore per contrastare i Carpi, i Bastarni e i Sarmati (o presumibilmente i Roxolani). Anche in tale occasione i prigionieri vennero trasferiti in territorio romano, obbligandoli a stanziarvisi (nella Pannonia a nord del fiume Drava, come asserito da Ammiano Marcellino). La recente disfatta inflitta alle tribù sarmatiche valse a procurare a Diocleziano la quarta acclamazione a "Sarmaticus maximus".
Nel 302, a seguito del forzato rientro di Diocleziano in Oriente, la direzione delle operazioni sul Danubio passò a Galerio che portò a termine felicemente il compito affidatogli. Al momento della sua abdicazione (305), Diocleziano era riuscito a rendere più sicure le frontiere per l'intera lunghezza del Danubio, dotandole di un nuovo e articolato sistema difensivo caratterizzato da nuove fortezze, teste di ponte, ampie strade e città munite di mura, e rinforzando le guarnigioni con l'invio di quindici o più legioni a pattugliare la regione. A conferma di ciò un'iscrizione rinvenuta a Sexaginta Prista, sul basso Danubio, esaltava la restaurata tranquilitas della regione. Questa politica di rafforzamento delle frontiere comportò sforzi enormi e dispendiosi, ma i costi sostenuti furono ampiamente compensati dai vantaggi conseguiti sul piano della difesa e della sicurezza se si considera l'importanza nevralgica della regione danubiana.

##### Guerra con la Persia (296-298)
Offensiva persiana e controffensiva romana
Nel 294 Narsete, figlio di Sapore I, si impossessò del trono di Persia dopo aver eliminato Bahram III, che governava l'Impero sasanide dalla morte di Bahram II, avvenuta nel 293. Agli inizi del 294 Narsete inviò una serie di doni a Diocleziano, secondo un'usanza consolidatasi da lunga data, a cui fece seguito uno scambio di ambascerie tra i due Imperi. In Persia, al contempo, Narsete provvide a cancellare ogni traccia del predecessore dai monumenti pubblici, in una sorta di damnatio memoriae. Egli desiderava emulare le imprese militari dei re guerrieri che lo avevano preceduto, come Ardashir I (226-241) e soprattutto Shapur I (241–272), il quale era giunto a saccheggiare Antiochia di Siria facendo prigioniero l'imperatore romano, Valeriano (253–60) e adornando le pareti dei templi persiani con le spoglie dei nemici sconfitti.

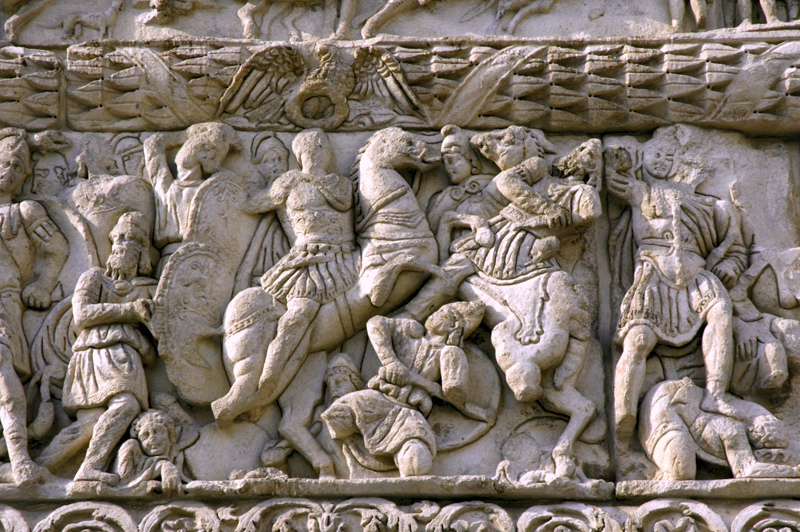
Dettaglio di Galerio che attacca Narsete sull'omonimo arco di Tessalonica (Grecia), sede dove Galerio effettuò i suoi principali atti amministrativi

Con una simile disposizione d'animo risultò inevitabile che Narsete dichiarasse guerra a Roma, nel 295 o forse nel 296. Il primo territorio romano a fare le spese della politica aggressiva persiana, venendo invaso, fu la parte occidentale dell'Armenia, regno cliente di Roma, recentemente affidato dai Romani a Tiridate dopo la pace del 287. Il re sasanide diresse poi il proprio esercito verso sud, addentrandosi nella provincia romana di Mesopotamia (nel 297), dove, nella regione tra Carrhae (Harran, Turchia) e Callinicum (Al-Raqqa, Siria), che lo storico Fergus Millar identifica probabilmente lungo il fiume Balikh, inflisse una pesante sconfitta a Galerio, che gli si era fatto incontro per contrastarlo, senza attendere i rinforzi che Diocleziano gli stava portando. Diocleziano potrebbe essere stato presente nelle fasi finali della battaglia, limitando la portata del rovescio, ma scaricò le responsabilità dell'insuccesso militare sul proprio cesare, come risultò chiaramente dalla versione ufficiale emersa nel corso di una pubblica cerimonia tenutasi ad Antiochia di Siria. Inoltre, l'Augusto umiliò pubblicamente il suo Cesare, costringendolo a camminare in abiti sontuosi per un miglio alla testa del corteo imperiale. Tuttavia è possibile che il gesto di Diocleziano nei confronti di Galerio non fosse dettato dall'intenzione di infliggere un'umiliazione, ma rientrasse semplicemente in un normale protocollo di corte.
Galerio chiese e ottenne da Diocleziano una seconda possibilità per risollevare il proprio prestigio e quello delle armi romane. Cosicché, nella seconda metà del 297, il suo esercito venne rinforzato da una serie di contingenti militari estratti da svariate legioni (vexillationes), schierate lungo il limes danubiano. Narsete, dopo i recenti successi, si era posto sulla difensiva preferendo attendere la controffensiva romana, che, in attuazione dei piani elaborati dai Romani, prevedeva un attacco dall'Armenia in direzione della Mesopotamia settentrionale. Secondo il resoconto di Fausto di Bisanzio, si sarebbe svolta una battaglia, dopo che Galerio dispose a Satala (Sadak, Turchia) in Armenia Minore, il suo quartier generale, e Narsete avanzò dalla sua base di Oskha per attaccarlo, anche se altre fonti del periodo non confermano questi particolari. Non è chiaro, inoltre, se Diocleziano fosse presente alla campagna militare del suo cesare o si trovasse piuttosto in Egitto o in Siria. Lattanzio critica Diocleziano per la sua assenza dal fronte, ma Southern, che data la campagna egiziana di Diocleziano un anno prima di Barnes, pone Diocleziano nelle retrovie, a supporto di Galerio lungo il fronte meridionale. Quel che è certo è che Narsete fu costretto a ripiegare in Armenia subendo, in netto svantaggio, l'iniziativa di Galerio. Il terreno armeno, particolarmente accidentato, si prestava maggiormente alle manovre della fanteria legionaria romana, che non a quelle della cavalleria sasanide. Questi fattori tra loro concomitanti favorirono il successo di Galerio che si impose sull'avversario persiano in due successive battaglie. Nel corso del secondo scontro, le forze romane conquistarono il campo di Narsete, impossessandosi dei suoi tesori, del suo harem, e facendo prigioniera la moglie del re persiano. Galerio sfruttò la vittoria proseguendo l'avanzata lungo il basso corso del Tigri, arrivando a occupare la stessa capitale persiana Ctesifonte, prima di far rientro in territorio romano risalendo il corso del fiume Eufrate.
Negoziati di pace

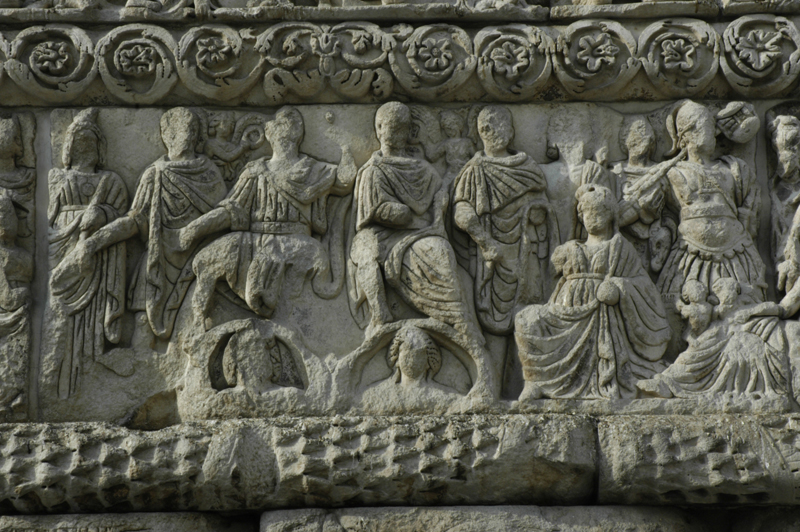
Gli Augusti sono seduti, circondati dai rispettivi Cesari. A sinistra si vede un gruppo di prigionieri sasanidi, due dei quali hanno il culto dell'imperatore. La composizione si concentra sulla compassione e il perdono da parte del vincitore romano al sasanide sconfitto (arco di Galerio, Tessalonica, Grecia).

Anziché proseguire le operazioni militari, sfruttando appieno i vantaggi conseguiti a seguito delle vittorie riportate da Galerio, Diocleziano preferì approfittare della posizione di forza detenuta al momento da Roma, per intavolare trattative di pace con il nemico. Dopo un avvio deludente, caratterizzato dal rifiuto opposto da Galerio agli ambasciatori inviatigli da Narsete con la richiesta della restituzione della famiglia fatta prigioniera dai Romani, i negoziati di pace veri e propri iniziarono nella primavera del 299. Il magister memoriae (segretario) di Diocleziano e Galerio, Sicorio Probo, venne inviato dal re sasanide per illustrare i termini dell'accordo auspicati da Roma. Le condizioni della cosiddetta pace di Nisibis erano pesanti: l'Armenia sarebbe dovuta tornare sotto il dominio romano compreso il forte di Ziatha, posto lungo il confine; l'Iberia caucasica sarebbe stata posta sotto il controllo di un incaricato di Roma; Nisibis, ora in mano romana, fu prescelta quale unica città preposta agli scambi tra i due Imperi; Roma avrebbe, inoltre, esercitato il controllo su cinque satrapie tra il Tigri e l'Armenia: Ingilene, Sofene, Arzanene (Aghdznik), Corduene (Carduene), e Zabdicene (presso la moderna Hakkâri, Turchia). Queste regioni includevano il tratto del fiume Tigri che attraversava la catena dell'Anti-Tauro; Roma avrebbe esteso il controllo sul passo di Bitlis, (situato lungo il percorso più breve per attraversare l'Armenia persiana), e l'accesso alla regione di Tur Abdin. I Persiani furono costretti a cedere anche una striscia di territorio sul quale sorgeva una serie di roccaforti situate tra Amida (Diyarbakır, Turchia) e Bezabde, fornendo a Roma una linea fortificata situata poco a nord di Ctesifonte, che avrebbe attenuato il rischio di invasione da parte della Persia lungo quel tratto di frontiera. Molte città a est del Tigri passarono sotto il controllo dei Romani, comprese Tigranocerta, Saird, Martiropoli, Balalesa, Moxos, Daudia, e Arzan, sebbene non sia ancora molto chiaro se tali città avrebbero fatto parte di una provincia romana o di uno Stato vassallo di Roma. La stipulazione del trattato di pace, consentì a Tiridate III di Armenia di ottenere nuovamente il trono per sé e la propria discendenza. Roma si assicurò, pertanto, una vasta zona di influenza culturale, che portò a un'ampia diffusione in Oriente del cosiddetto cristianesimo siriaco, avente come epicentro la città di Nisibis, e alla successiva cristianizzazione dell'Armenia. Queste concessioni strappate dai Romani con il trattato di pace assicurarono un periodo relativamente lungo di tranquillità sulla frontiera orientale, durante il quale Diocleziano ebbe modo di attuare una profonda riforma dell'esercito i cui effetti benefici influenzarono tutto il tardo impero romano.
Risale sempre a questo periodo la costruzione di una nuova linea di fortificazioni: la strata Diocletiana. Si trattava di una via militaris, lungo il cosiddetto tratto di limes arabicus, e quindi comprendente forti, fortini e torri di avvistamento, e che rimase in uso fino al VI secolo. La strada era munita di una lunga serie di fortificazioni, costruite tutte uniformemente: si trattava di castra rettangolari con mura molto spesse e con torri sporgenti verso l'esterno. Erano situate normalmente a un giorno di marcia (ca. 20 miglia romane) le une dalle altre. Il percorso cominciava presso l'Eufrate a Sura, lungo il confine prospiciente l'Impero sasanide, e proseguiva verso sud-ovest, passando prima per Palmira e poi per Damasco e congiungendosi, quindi, con la Via Traiana Nova. Va segnalata, infine, una diramazione che si spingeva a est dell'Hauran, per Imtan, fino all'oasi di Qasr Azraq. Si trattava, in sostanza, di un sistema continuo di fortificazioni che collegava l'Eufrate al Mar Rosso presso Aila.

#### Diocleziano e il Cristianesimo (299-305)

##### Prime persecuzioni (299-302)

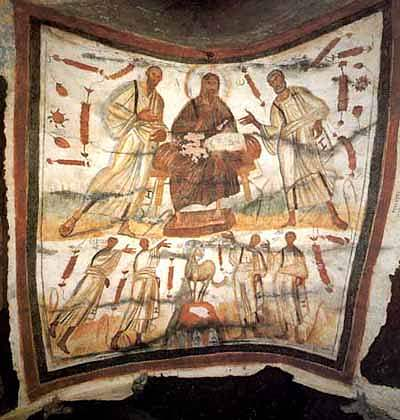
Catacombe dei Santi Marcellino e Pietro lungo la Via Labicana. Cristo tra Pietro e Paolo. Ai loro lati i martiri Gorgonio, Pietro, Marcellino e Tiburzio.

Dopo la conclusione della pace di Nisibis, Diocleziano e Galerio tornarono ad Antiochia di Siria. Durante quell'anno (nel 299), gli imperatori presero parte a una cerimonia religiosa culminante in un sacrificio a scopo divinatorio. Ma gli aruspici non furono in grado di leggere le viscere degli animali sacrificati e accusarono di ciò i Cristiani presenti all'interno della corte imperiale. Gli imperatori pertanto, ordinarono che tutti i membri della corte eseguissero un sacrificio purificatorio, estendendo successivamente la richiesta all'intero esercito, stabilendo l'espulsione dai ranghi per coloro che si fossero rifiutati. Diocleziano era un conservatore in materia religiosa, rispettoso dei valori tradizionali della religione romana compreso il rito della purificazione religiosa. Tuttavia Eusebio, Lattanzio e Costantino ritenevano che fosse Galerio (animato da mire politiche) a istigare Diocleziano a infierire contro i Cristiani. Si ebbe così un'inversione di tendenza rispetto alla politica di tolleranza perseguita in precedenza dal governo imperiale.
Antiochia fu la residenza principale di Diocleziano dal 299 al 302, mentre Galerio preferì avvalersi di diverse sedi (a volte di concerto con il suo Augusto) situate lungo la frontiera del medio-basso Danubio. Diocleziano visitò nuovamente l'Egitto nell'inverno del 301–302, concedendo in tale occasione un sussidio in grano ad Alessandria. A seguito degli insanabili contrasti con i Manichei, emersi particolarmente nel corso di pubbliche controversie, l'Augusto ordinò che i capi dei seguaci di Mani fossero gettati sul rogo insieme ai loro testi sacri, dando avvio a una vera e propria repressione religiosa. Il 31 marzo del 302, come riportato in un rescritto di Alessandria, egli dichiarò che i Manichei di basso ceto sociale venissero messi a morte, mentre quelli di alto rango subissero la condanna ai lavori forzati nelle miniere di Proconneso (nel Mar di Marmara, nella odierna Turchia) o in quelle di Phaeno nel sud della Palestina. Tutte le proprietà dei Manichei furono confiscate e incamerate nel tesoro imperiale. L'avversione di Diocleziano nei confronti del manicheismo trovava fondamento nelle peculiarità di questo nuovo credo: la sua novità, le sue origini straniere, il modo in cui corrompesse la morale della razza romana, e la sua opposizione alle preesistenti tradizioni religiose. Al contempo, il manicheismo era invece largamente diffuso e tollerato nell'Impero persiano, fornendo un ulteriore appiglio per aggravare i già tesi rapporti tra Roma e la Persia, poiché Diocleziano temeva un'ingerenza persiana nella politica interna romana, attraverso la religione manichea, finalizzata ad alimentare disordini e instabilità. Le caratteristiche fondamentali del credo manicheo, poc'anzi elencate, prese a pretesto dall'imperatore per giustificare la lotta al manicheismo risulteranno utili, senza particolari adattamenti, per organizzare una persecuzione in grande stile anche ai danni dei Cristiani.

##### Grande persecuzione (303-305)

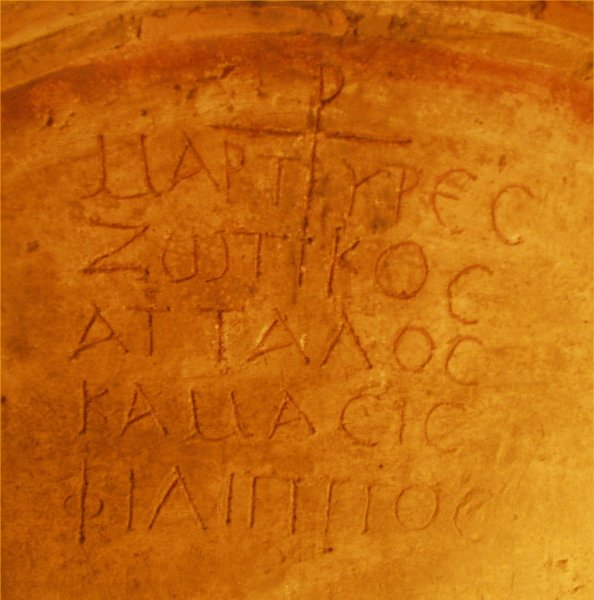
I nomi di quattro martiri della "grande persecuzione" - Zoticos, Attalos, Kamasis, Filippos - sulla loro tomba, nella cripta della chiesa paleocristiana di Niculițel, in Romania.

Diocleziano rientrò ad Antiochia nell'autunno del 302. L'anno successivo compì un primo passo nella repressione del Cristianesimo facendo imprigionare e poi giustiziare (17 novembre del 303) dopo orrendi supplizi, il diacono Romano di Cesarea, ritenuto colpevole di aver messo in discussione la legittimità a giudicare dei tribunali imperiali e, soprattutto, per essersi rifiutato di compiere, in rispetto alle disposizioni dell'imperatore, i sacrifici rituali agli dèi. Successivamente l'Augusto si trasferì a Nicomedia, accompagnato da Galerio, dove trascorse l'inverno. Secondo Lattanzio, i due imperatori durante il loro soggiorno a Nicomedia pianificarono la politica da adottare nei confronti dei Cristiani. Diocleziano, inizialmente, intendeva limitarsi a imporre ai Cristiani il divieto di ricoprire incarichi amministrativi e militari, ritenendo tali misure sufficienti a placare gli dèi, ma Galerio persuase l'Augusto a condurre un'azione più decisa che prevedeva la possibilità di sterminare gli adepti di questa nuova religione. Le argomentazioni addotte da Galerio (nel corso, pare, di riunioni segrete) a sostegno dell'adozione della linea dura verso i Cristiani potrebbero essere così riassunte: i Cristiani avevano creato uno Stato nello Stato, che era già governato da proprie leggi e magistrati, possedeva un tesoro e manteneva la coesione grazie all'instancabile opera dei vescovi che dirigevano le diverse comunità dei fedeli cui erano preposti attraverso decreti cui si obbediva ciecamente; occorreva, quindi, intervenire prima che il Cristianesimo "contaminasse" irrimediabilmente i ranghi dell'esercito. Secondo fonti dell'epoca, prima di agire si consultò il Didymaion, l'oracolo di Apollo di Didima, ma il responso fu che, "a causa degli empi sulla Terra, Apollo non avrebbe potuto fornire il proprio aiuto". Gli "empi" cui l'oracolo fece riferimento vennero identificati (da gran parte della corte imperiale) con i Cristiani e Diocleziano si lasciò indurre a condividere questa interpretazione, probabilmente lieto di disporre anche di una giustificazione di carattere "religioso" per scatenare una vera e propria persecuzione universale.
La persecuzione ebbe inizio il 23 febbraio del 303, e fu condotta con grande ferocia, soprattutto in Oriente, dove la religione cristiana era ormai notevolmente diffusa. Il primo editto venne affisso nella capitale, Nicomedia, e ordinava:
a) il rogo dei libri sacri, la confisca dei beni delle chiese e la loro distruzione;
b) il divieto per i Cristiani di riunirsi e di tentare qualunque tipo di difesa in azioni giuridiche;
c) la perdita di carica e privilegi per i cristiani di alto rango, l'impossibilità di raggiungere onori e impieghi per i nati liberi, e di poter ottenere la libertà per gli schiavi;
d) l'arresto di alcuni funzionari statali.
Nel giro di pochi giorni, prima della fine di febbraio, per due volte il palazzo e le stanze di Diocleziano subirono un incendio. La strana coincidenza fu considerata prova della dolosità dei due eventi, e il sospetto, fagocitato da Galerio, ricadde ovviamente sui Cristiani. Venne allora promossa un'indagine, ma diede esito negativo, poiché nessun responsabile venne trovato. Diocleziano, allora, sentendosi minacciato in prima persona, abbandonò ogni residua prudenza e irrigidì la persecuzione. Nonostante i numerosi arresti, torture ed esecuzioni ovunque, sia nel palazzo sia nella città, non fu possibile estorcere alcuna confessione di responsabilità nel complotto. Ad alcuni apparve però sospetta la frettolosa partenza di Galerio dalla città, che fu giustificata con il timore di cadere vittima dell'odio dei Cristiani. Vennero inizialmente messi a morte gli eunuchi di corte, Doroteo e Gorgonio. Il cubicolario, Pietro, fu spogliato, innalzato e flagellato. Sale e aceto vennero versati sulle sue ferite, e lentamente venne messo sul fuoco e fatto bollire fino alla morte. Le esecuzioni continuarono fino almeno al 24 aprile del 303, quando sei persone, incluso il vescovo Antimo di Nicomedia, furono decapitate. Dopo il secondo incendio, scoppiato sedici giorni dopo il primo, Galerio abbandonò la città per Roma, dichiarando Nicomedia insicura, e poco dopo anche Diocleziano lo seguì.

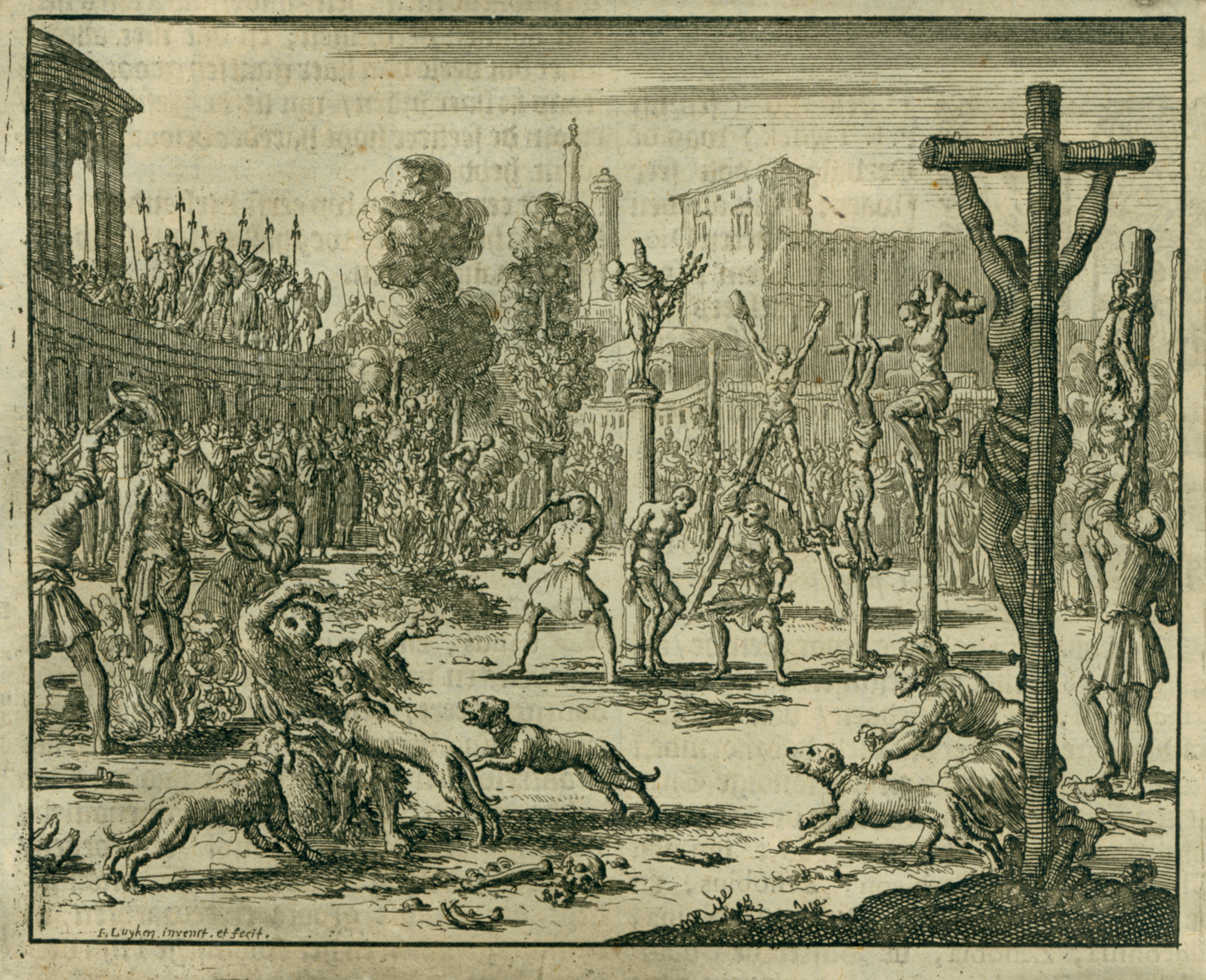
Acquaforte di Jan Luyken raffigurante la Persecuzione degli imperatori Diocleziano e Massimiano (Eeghen 686)

Forse per l'iniziale scarsa animosità nei confronti della persecuzione da parte di Diocleziano, che voleva magari verificarne gli esiti personalmente prima di dover intervenire su larga scala, stranamente l'editto impiegò quasi due mesi per arrivare in Siria e quattro per essere reso pubblico in Africa. Nelle varie parti dell'Impero i magistrati e i governatori applicarono comunque con varia severità (e a volte con mitezza) il decreto, ma le vittime e le distruzioni delle chiese furono numerose, come numerosi furono i roghi dei libri sacri (che però, grazie alla loro diffusione, vanificarono l'opera del fuoco). Questo editto fu seguito da altri, nei quali si comminavano pene sempre più gravi, dapprima nei confronti dei funzionari pubblici, e quindi di tutti i cittadini di fede cristiana. Malgrado il crescendo delle persecuzioni, queste risultarono infruttuose. La maggior parte dei Cristiani riuscirono a fuggire e la persecuzione non ebbe il supporto dei pagani. Le sofferenze dei martiri rafforzarono la determinazione dei loro fratelli cristiani.
Eusebio definirà una vera guerra gli anni che seguirono: molti furono i lapsi, ma anche i martiri. Il maggior numero di vittime si ebbe nell'area controllata da Diocleziano (Asia minore, Siria, Egitto), dove i Cristiani erano molto numerosi; nei meno cristianizzati Balcani il cesare Galerio, spesso indicato come l'ispiratore della persecuzione, fu egualmente duro. Anche in Italia e in Africa Occidentale, governata dall'augusto Massimiano, le violenze furono dure e si contarono molti martiri, anche se il quarto editto fu applicato in modo limitato; invece in Britannia e Gallia il cesare Costanzo Cloro, padre di Costantino I, applicò solo il primo editto. A ricordo dei martiri di questo periodo sono pervenute testimonianze epigrafiche e agiografie ritenute autentiche.
La persecuzione prese forma in un periodo nel quale il Cristianesimo era ormai radicato nell'Impero (si stima che all'inizio del regno di Diocleziano circa il 10% della popolazione dell'Impero fosse cristiana); non mancavano però le resistenze: verso il 300 circolavano numerose pubblicazioni anticristiane, che spaziavano dal filosofico al triviale. Diocleziano fu in genere tollerante nei confronti degli avversari politici, ma si dimostrò molto rigido nei confronti di quelle che considerava deviazioni intellettuali: nel 297 si rivolse ad esempio contro i Manichei. Il difficile equilibrio con il Cristianesimo resse fino al 303. Per spiegare l'avvio della persecuzione sono state proposte diverse motivazioni: rafforzamento dei pregiudizi, interessi economici, reazione alla cristianizzazione dell'Armenia.
All'abdicazione di Diocleziano, nel 305, la persecuzione non aveva ottenuto i risultati sperati, tuttavia le ostilità contro i Cristiani trovarono comunque prosecuzione in Oriente sotto i governi di Galerio e Massimino Daia, anche se in modo intermittente, fino al 311. Durante la persecuzione i Cristiani trovarono, in molte località, protezione anche presso i vicini pagani, segno di una crescente tolleranza popolare nei confronti della nuova religione. L'apostasia temporanea di alcuni Cristiani, e la consegna delle scritture, durante la persecuzione giocò un ruolo importante nella successiva controversia donatista. Entro i venticinque anni dall'inizio delle persecuzioni, l'imperatore cristiano Costantino, avrebbe governato da solo l'Impero. Egli avrebbe riparato alle conseguenze degli editti, restituendo tutti i beni confiscati in precedenza ai Cristiani. Sotto il suo regno, il Cristianesimo sarebbe divenuta la religione ufficiale prediletta. Diocleziano fu demonizzato dai suoi successori cristiani: Lattanzio fece intuire che l'ascesa dello stesso fosse il preludio all'apocalisse, e nella mitologia serba, Diocleziano è ricordato come l'avversario di Dio.

#### Riforme

##### Tetrarchica e ideologica

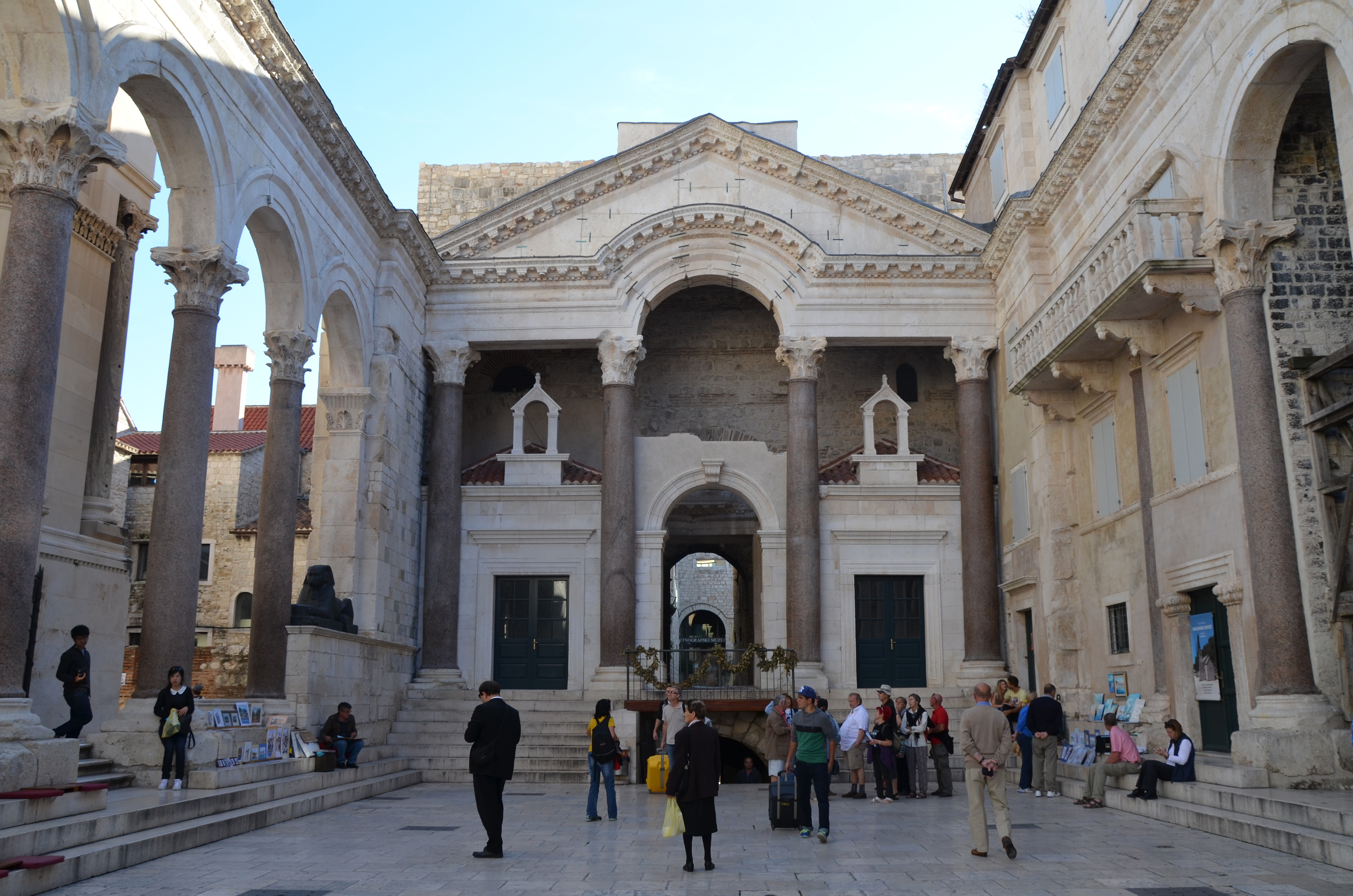
Resti del peristilio nel palazzo di Diocleziano (Spalato, Croazia)

Diocleziano vide il suo compito come quello di un restauratore, un'autorità il cui dovere era di riportare l'impero alla pace, di ridare stabilità e giustizia dove le orde dei barbari avevano portato devastazione. Egli si assunse la responsabilità di irreggimentare, centralizzare l'autorità politica in modo massiccio. Egli impose un sistema di valori verso il pubblico spesso diverso e poco ricettivo da parte dei provinciali. Nella propaganda imperiale del periodo, la storia recente minimizzò e distorse il significato dei tetrarchi come "restauratori". I successi di Aureliano vennero ignorati, la rivolta di Carausio fu retrodatata al regno di Gallieno, rendendo implicito che il progetto dei tetrarchi producesse la sconfitta di Aureliano dei Palmireni; il periodo tra Gallieno e Diocleziano venne di fatto cancellato. La storia dell'impero romano prima della tetrarchia venne interpretato come un periodo di guerre civili, dispotismo selvaggio e collasso imperiale. In quelle iscrizioni che recavano i loro nomi, Diocleziano e gli altri tetrarchi vennero indicati come "restauratori dell'intero mondo", uomini che riuscirono a "sconfiggere le nazioni dei barbari, dando la tranquillità ai loro mondi". Diocleziano venne indicato come il "fondatore della pace eterna". La tematica della restaurazione era congiunto con l'enfasi sull'unicità e sul genio degli stessi tetrarchi.
Le città maggiormente utilizzate quali sedi imperiali di questo periodo furono: Mediolanum (Milano), Augusta Treverorum (Treveri), Arelate (Arles), Sirmium (Sremska Mitrovica), Tessalonica (Salonicco), Serdica (Sofia), Nicomedia (İzmit) e Antiochia (Antakya). Esse erano considerate sedi imperiali alternative ad esclusione della città di Roma e dell'aristocrazia senatoriale. Si perfezionò così il processo di esautoramento del Senato romano come autorità decisionale: l'impero divenne una monarchia assoluta e assunse caratteristiche tipiche delle monarchie orientali, come l'origine divina del monarca e la sua adorazione.
Venne sviluppato un nuovo stile cerimoniale che enfatizzava ed esaltava la figura sacrale dell'imperatore nei confronti delle altre persone. Gli ideali quasi repubblicani di Augusto, primus inter pares, in cui si rendeva onore divino al genius dell'imperatore in carica (bruciando incenso davanti alla statua) ma la divinizzazione era ammessa solo dopo la morte, furono abbandonati completamente da tutti i tetrarchi. Diocleziano iniziò a indossare una corona d'oro e gioielli, proibì l'utilizzo degli abiti color porpora a tutti, eccetto che agli imperatori. I sudditi erano tenuti a prostrarsi alla sua presenza (adoratio); ai più fortunati era concesso il privilegio di baciare l'orlo della sua veste (una forma del rito religioso detto proskýnesis, προσκύνησις, che i sudditi dei sovrani orientali usavano da secoli). Circhi e basiliche vennero costruite per mettere in risalto la grandezza, il potere e l'autorità di ciascun tetrarca nella propria sede imperiale. La figura dell'imperatore ebbe un'autorità trascendente, un uomo al di sopra delle masse. Il suo apparire era gestito in ogni dettaglio. Questo stile di presentazione non era nuovo, molti dei suoi elementi si erano già andati mostrando durante i regni di Aureliano e Settimio Severo, che si fece chiamare dominus ac deus (prima ancora con Caligola e Domiziano, la cui pretesa di essere deus o divo già in vita, e di ammantarsi di carattere regio di tipo orientale fu però considerata offensiva dalla mentalità romana del tempo, e una delle cause del loro assassinio), ma fu solo sotto i tetrarchi che ciò venne esplicitato in modo tanto evidente.

##### Territoriale e amministrativa
Territoriale

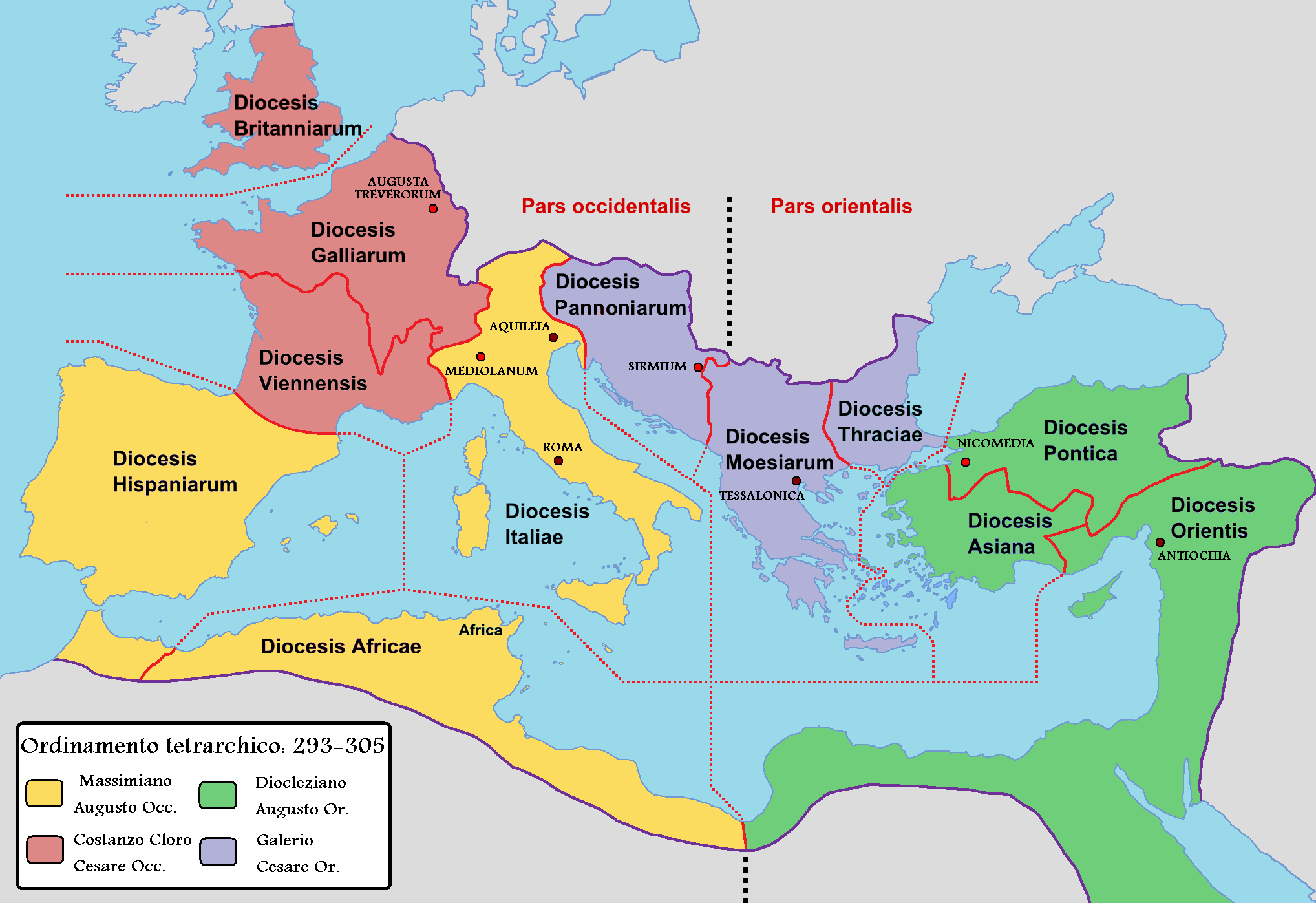
Le 12 diocesi nella nuova divisione tetrarchica dell'impero romano voluta da Diocleziano attorno al 300.

La tetrarchia venne progettata prima di tutto su base territoriale, sia per le crescenti difficoltà dovute alle numerose rivolte interne all'impero, sia a causa delle devastanti incursioni dei barbari lungo i confini esterni. Si provvedette a dividere l'impero in quattro parti, tra due Augusti e due Cesari. Ogni sua parte era poi costituita da tre diocesi, per un totale di dodici.
La diocesi era governata da un pretore vicario o semplicemente vicario (vicarius), sottoposto al prefetto del pretorio (alcune diocesi, peraltro, potevano essere governate direttamente dal prefetto del pretorio). Il vicario controllava i governatori delle province (variamente denominati: proconsules, consulares, correctores, praesides) e giudicava in appello le cause già decise in primo grado dai medesimi (le parti potevano scegliere se appellarsi al vicario o al prefetto del pretorio). I vicari non avevano poteri militari, infatti le truppe stanziate nella diocesi erano sotto il comando di un comes rei militaris, che dipendeva direttamente dal magister militum e aveva alle sue dipendenze i duces ai quali era affidato il comando militare nelle singole province. Qui sotto, la prima riorganizzazione voluta da Diocleziano con la tetrarchia, divisa in 12 diocesi, di cui 6 in Occidente e 6 in Oriente.
Per evitare la possibilità di usurpazioni locali, per facilitare una raccolta più efficiente delle tasse e forniture, e per facilitare l'applicazione della legge, Diocleziano raddoppiò il numero delle province da cinquanta a almeno cento.
Alcune delle divisioni provinciali richiesero delle successive revisioni, che portarono a modifiche subito dopo il 293 o agli inizi del IV secolo. La stessa Roma (inclusi i suoi dintorni per un perimetro di circa 150 km) venne esclusa dall'autorità del prefetto del pretorio, poiché venne amministrata da un prefetto urbano dell'ordine senatorio (l'unico funzionario di prestigio riservato esclusivamente ai senatori, con l'eccezione di alcuni governatori: in Italia con il titolo di corrector, oltre ai proconsules d'Asia e Africa.
Questa divisione territoriale portò inevitabilmente a un numero di sedi imperiali crescenti, alternative a Roma:
- Diocleziano, che controllava le province orientali e l'Egitto, ebbe come sede preferita Nicomedia e, per un certo periodo, anche Antiochia;
- Galerio, che governava le province balcaniche, ebbe come sue sedi preferite Sirmium, Serdica-Felix Romuliana e Tessalonica;
- Massimiano, che si occupava principalmente dei territori dell'Italia, della Spagna e dell'Africa settentrionale, ebbe come sedi preferite Mediolanum (Milano) e Aquileia;
- Costanzo Cloro, che governò la Gallia e la Britannia, ebbe come sedi principali Augusta Treverorum e Eburacum.

Il sistema si rivelò efficace per la stabilità dell'impero e rese possibile agli augusti di celebrare i vicennalia, ossia i vent'anni di regno, come non era più successo dai tempi di Antonino Pio. Tutto il territorio venne ridisegnato dal punto di vista amministrativo, abolendo le regioni augustee con la relativa divisione in "imperiali" e "senatoriali". Vennero create dodici circoscrizioni amministrative (le "diocesi", tre per ognuno dei tetrarchi), rette da vicarii e a loro volta suddivise in 101 province. Restava da mettere alla prova il meccanismo della successione.
Amministrativa
In linea con fatto di essere passato da un'ideologia repubblicana a una autocratica, la corte dei consigliari di Diocleziano, il suo consilium, fu differente da quello dei precedenti imperatori. Egli mutò completamente l'illusione augustea di un governo imperiale, nato dalla cooperazione tra l'imperatore, l'esercito e il senato. Nel suo palazzo egli stabilì una struttura a tutti gli effetti autocratica, un cambiamento più tardi sintetizzato nel nome di concistoro (consistorium), non un consiglio. Il termine consistorium era già stato utilizzato per definire il luogo dove avvenivano questi incontri del consiglio imperiale. Diocleziano regolò la sua corte iniziando a distinguendola per reparti separati (scrina), a cui erano affidati particolari compiti. Da questa struttura vennero create le funzioni dei diversi magistri, come il Magister officiorum, e delle segreterie associate. Si trattava di uomini preposti a trattare petizioni, richieste, corrispondenza, affari legali, oltre alle ambasciate straniere. All'interno della sua corte, Diocleziano mantenne un organismo permanente di consulenti legali, uomini con un'influenza notevole sul riordino degli affari giuridici. C'erano poi due "ministri" delle finanze, che avevano a che fare sia con il tesoro pubblico (aerarium populi Romani), sia con i domini privati dell'imperatore (fiscus Caesaris), oltre al prefetto del pretorio, il funzionario sicuramente più influente di tutti. La riduzione della guardia pretoriana a livello di semplice guarnigione della città di Roma ridusse notevolmente il potere militare nelle mani del prefetto (sebbene prefetti come Giulio Asclepiodoto, che sconfisse Alletto in Britannia romana, furono dei valenti comandanti militari), a vantaggio di compiti prevalentemente civili. Il prefetto mantenne un personale composto di centinaia di collaboratori, e diresse affari in numerose discipline del governo imperiale: dalla tassazione, all'amministrazione, alla materia legale, ai comandi militari minori, tanto che il prefetto del pretorio spesso risultò essere secondo solo all'imperatore stesso.
Complessivamente Diocleziano generò un forte aumento del numero dei burocrati all'interno dell'amministrazione imperiale; Lattanzio era solito affermare che vi fossero più uomini che utilizzavano il denaro delle tasse di quanti le pagassero. Lo storico Warren Treadgold ritiene che sotto Diocleziano il numero di persone dedito all'amministrazione imperiale raddoppiò, passando da 15.000 a 30000. Roger Bagnall stimò che ci fosse un funzionario imperiale per ogni 5–10000 persone in Egitto, vale a dire tra i 400 e i 800 funzionari per 4 milioni di abitanti (nessuno conosce la popolazione della provincia nel 300 d.C.; Strabone, 300 anni prima, indicava in 7.5 milioni, esclusa Alessandria). E paragonando l'Impero di Diocleziano a quello cinese del V secolo della dinastia Song, qui vi era un funzionario ogni 15000 abitanti. Jones stimò in 30000 funzionari per un impero di 50–65 milioni di abitanti, pari a un funzionario ogni 1.667-2.167 abitanti, come media dell'intero impero. Il numero dei funzionari e della percentuale per abitante, variava naturalmente a seconda della diocesi, del numero delle province che la componevano e della popolazione delle stesse. Il personale provinciale e delle diocesi si aggirava sulle 13–15000 unità, come stabilito dalla legge. Il restante 50% si trovava con l'imperatore all'interno del suo comitatus, insieme a vari prefetti del pretorio, con gli ufficiali addetti all'approvvigionamento del grano (più tardi per entrambe le capitali, Roma e Costantinopoli), di Alessandria, Cartagine, oltre ai funzionari degli uffici centrali di tutte le province.
La diffusione del diritto imperiale nelle province fu facilitato dalla riforma che Diocleziano fece a livello di struttura provinciale, ora che vi era un numero maggiore di governatori (praesides) che prendevano decisioni su più ridotte aree geografiche e su popolazioni meno numerose. La riforma di Diocleziano fece sì che tra le funzioni dei governatori ci fosse quella di presiedere ufficialmente alle corti minori: mentre le funzioni militari e giudiziarie nell'alto impero romano erano le funzioni tipiche del governatore, e i procuratori si occupavano di tassazione, sotto il nuovo sistema dei vicarii, i governatori erano responsabili della giustizia e della tassazione, mentre un nuovo tipo di funzionario, il dux, agiva indipendente dal servizio civile, e deteneva il comando militare. Questi duces spesso amministravano le forze militari di due o tre delle nuove province create da Diocleziano, comandando su forze militari che potevano essere costituite da 2000 fino a più di 20000 armati. Oltre al ruolo di giudici e funzionari addetti a riscuotere le tasse, i governatori dovevano mantenere il servizio postale (cursus publicus) e garantire che i consigli cittadini facessero il loro dovere.
Questa riduzione dei poteri dei governatori, come rappresentanti degli imperatori, potrebbe aver ridotto i rischi politici di una classe fin troppo potente dei delegati imperiali, ma anche aver limitato la capacità dei governatori in opposizione ai proprietari terrieri locali, specialmente quelli dell'ordine senatorio, che, sebbene con minori opportunità di ottenere una determinata carica, conservarono le ricchezze, il prestigio sociale e i rapporti di clientela (soprattutto nelle regioni relativamente tranquille, dove non era necessaria una forte presenza militare). In un'occasione Diocleziano dovette esortare un proconsole d'Africa, a on temere le conseguenze di grossi proprietari terrieri di rango senatoriale. Se un governatore di rango senatoriale subiva queste pressioni, possiamo immaginare quali difficoltà a cui andavano incontro i semplici praeses. Questo spiega il difficile rapporto tra il potere centrale e le caste locali: nel 303, un tentativo di sedizione militare Seleucia di Pieria e Antiochia di Siria costrinse Diocleziano a compiere una tremenda vendetta su entrambe le città, mettendo a morte alcuni membri del consiglio cittadino per aver fallito nel loro incarico di mantenere l'ordine nella propria giurisdizione.

##### Giuridica

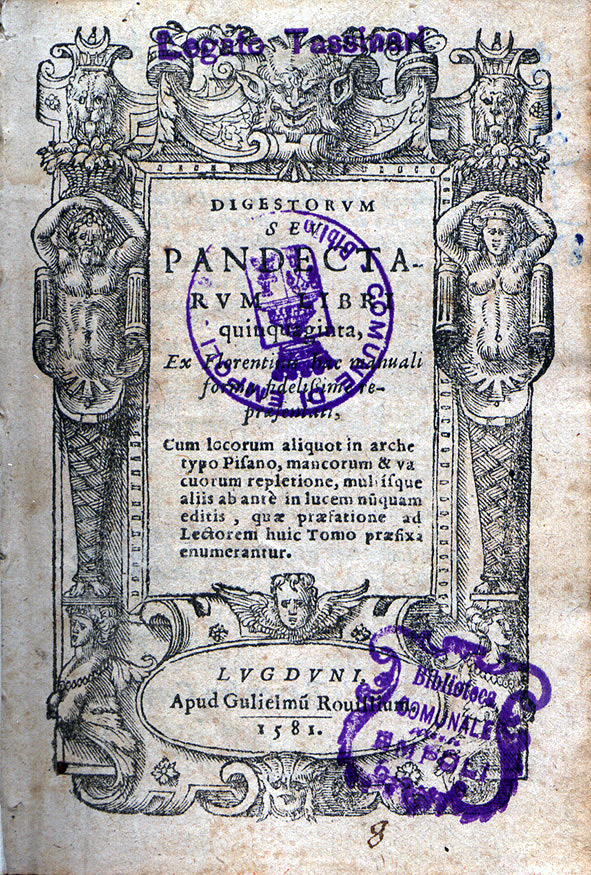
Una stampa del 1581 del Digestorum dal Corpus Iuris Civilis di Giustiniano (527–534). Il Corpus era formato dai codici di Gregorio e Ermogene, redatto e pubblicato sotto il regno di Diocleziano.

Come la maggior parte degli imperatori, gran parte della quotidianità ruotava attorno agli affari legali, rispondendo agli appelli e alle petizioni, emettendo giudizi su questioni controverse. Rescritti, interpretazioni autorevoli emessi dall'imperatore in risposta a una serie di questioni legali posti sia tra contendenti nel campo pubblico sia privato, erano un dovere comune proprio degli imperatori del II e III secolo. Diocleziano era inondato da un lavoro di questo genere, ed era incapace di delegare le sue funzioni. Sarebbe stato visto come un inadempimento, il fatto di ignorarli. Nella corte imperiale itinerante della tarda antichità, possiamo analizzare lo stato di avanzamento del seguito imperiale attraverso le posizioni da cui furono emessi determinati rescritti - la presenza dell'Imperatore era ciò che permetteva al sistema di funzionare. Quando mai la corte imperiale decise di stabilirsi in una delle capitali, vi era un eccesso di petizioni, come accadde nel 294 a Nicomedia, dove Diocleziano pose i suoi quartieri d'inverno.
Certamente i prefetti del pretorio (Afranio Annibaliano, Giulio Asclepiodoto e Aurelio Ermogeniano) aiutarono a regolare il flusso e la presentazione di tali documenti, il profondo senso della legalità insito nella cultura romana fece sì che il carico di lavoro fosse pesante. Gli imperatori che avevano preceduto Diocleziano nei quarant'anni antecedenti il suo regno, non erano riusciti a far fronte ai loro doveri in modo efficace, e la loro produzione di rescritti attestata risulta bassa. Diocleziano al contrario, fu prodigioso nei suoi affari: ci sono almeno 1.200 rescritti a suo nome che ancora sopravvivono, e questi rappresentano solo una piccola parte dell'enorme mole di lavoro svolta. Il forte aumento del numero di editti e rescritti prodotti sotto il governo di Dioclezioano è stato letto come la prova tangibile di un continuo sforzo per riallineare tutto l'impero alle condizioni dettate dal potere centrale imperiale.
Sotto la guida di giuristi come Gregorio, Aurelio Arcadio Carisio e Ermogeniano, il governo imperiale cominciò a pubblicare libri ufficiali sui precedenti legislativi, raccogliendo ed elencando tutti i rescritti che erano stati rilasciati a partire dal principato di Adriano (regno 117–138) a quello di Diocleziano. Il Codex Gregorianus includeva rescritti fino al 292, che il Codex Hermogenianus aggiornò con una vasta collezione di rescritti emessi da Diocleziano nel 293 e nel 294. Anche se l'atto stesso di codificare fu una radicale innovazione, che aveva il progetto di basarsi sui precedenti del sistema giuridico romano, i giuristi rimasero generalmente conservativi, osservanti la pratica e la teoria dell'antico passato romano come loro guida. Essi diedero probabilmente più libero sfogo nella compilazione dei codici di quanto non fecero in seguito i compilatori del Codex Theodosianus (438) e Codex Iustinianus (529). I codici di Gregorio e Ermogeniano non sottostavano ancora alla ferrea struttura dei codici di età più tarda, e non furono pubblicati con il nome del loro imperatore (Codex Diocletianus), ma sotto il nome dei loro compilatori. Le loro caratteristiche ufficiali erano chiare. Si trattava di raccolte, successivamente riconosciute nei tribunali, come fonti autorevoli della legislazione imperiale fino alla data della loro pubblicazione e regolarmente aggiornate.
Dopo la riforma delle province di Diocleziano, i governatori vennero chiamati iudex o giudice. Il governatore divenne responsabile delle sue decisioni, prima nei confronti del suo superiore, così come in quelli dell'imperatore. Fu proprio attorno a questo periodo che i documenti giudiziari divennero trascrizioni di quanto era stato detto nel corso del processo, rendendo più facile determinare il pregiudizio o il comportamento improprio da parte del governatore. Con queste fonti e il diritto universale d'appello, le autorità imperiali probabilmente avevano un grande potere di fare rispettare le norme di comportamento da parte dei loro giudici. Nonostante i tentativi riformistici di Diocleziano, la ristrutturazione provinciale era tutt'altro che chiara, specialmente quando i cittadini facevano ricorso contro le decisioni dei funzionari imperiali. I proconsoli, per esempio, erano spesso giudici di primo grado e del successivo grado d'appello, e i governatori di alcune province ricevevano casi di appello da quelle vicine. Ben presto divenne impossibile per l'imperatore evitare di occuparsi di alcuni casi di arbitrato o di giudizio. Il regno di Diocleziano segna la fine del periodo classico del diritto romano. E se il sistema dei rescritti di Diocleziano mostrò aderenza alla tradizione classica, la giurisprudenza di Costantino fu invece piena di influenze greche e orientali.

##### Militare

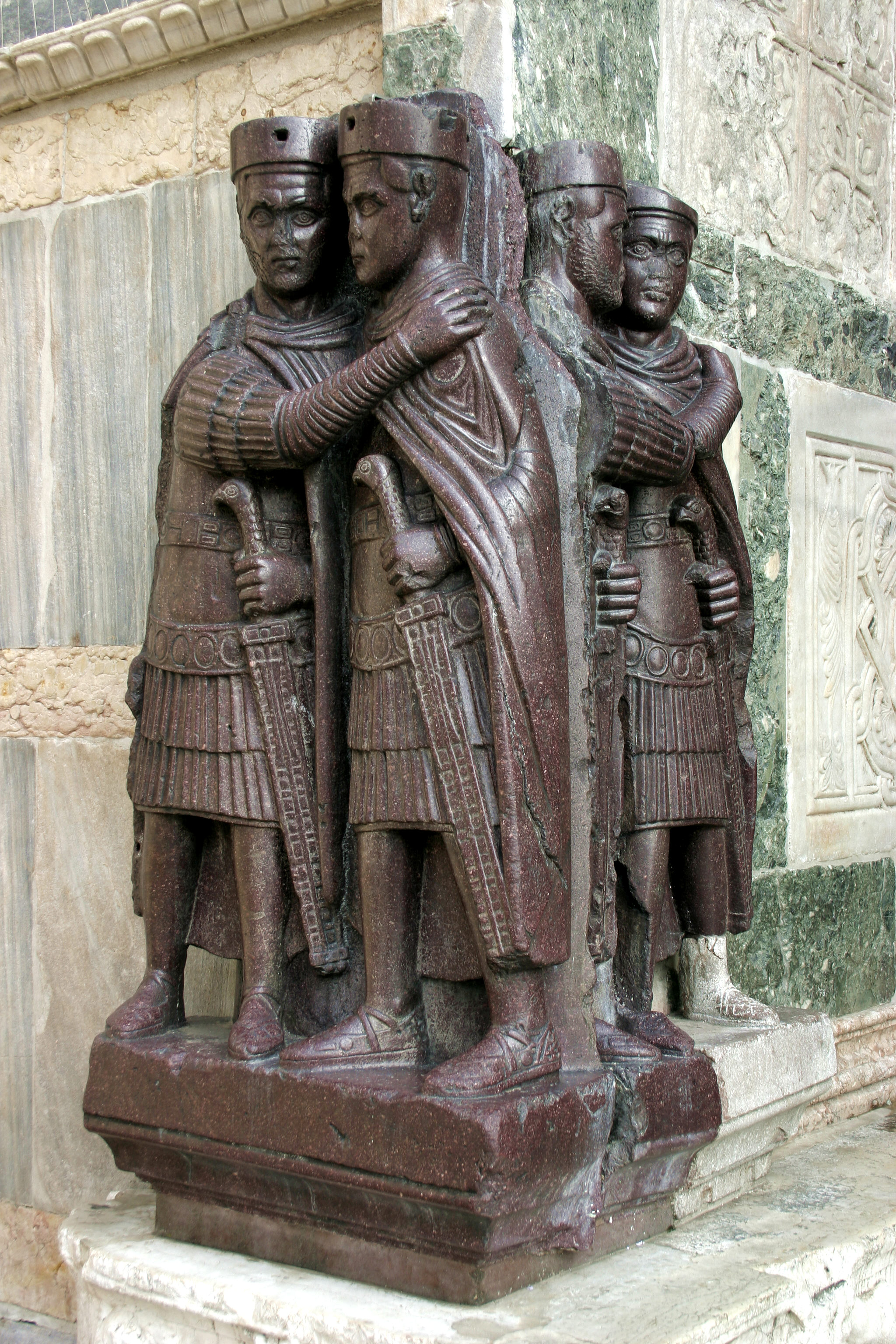
I tetrarchi, una scultura di porfido saccheggiata a Bisanzio nel 1204 (Basilica di San Marco a Venezia)

Diocleziano riformò e organizzò l'esercito romano che era uscito dalla grande crisi del III secolo. Egli non fece altro che continuare l'opera iniziata da Gallieno e dagli imperatori illirici (da Aureliano a Marco Aurelio Probo, fino a Marco Aurelio Caro). Alcuni suoi atti erano già stati in parte preceduti dalle trasformazioni volute dei suoi predecessori, ma Diocleziano impostò una organica riorganizzazione.
Gerarchica
La vera grande riforma militare di Diocleziano fu soprattutto di tipo politico. Il nuovo imperatore dispose, prima di tutto, una divisione del sommo potere imperiale, dapprima attraverso una diarchia (due Augusti, a partire dal 286), e poi tramite una tetrarchia (nel 293, tramite l'aggiunta di due Cesari), compiendo così una prima vera "rivoluzione" sull'intera struttura organizzativa dell'esercito romano dai tempi di Augusto. Questa forma di governo a quattro, se da un lato non fu così felice nella trasmissione dei poteri (vedi successiva guerra civile), ebbe tuttavia il grande merito di fronteggiare con tempestività i pericoli esterni al mondo romano.. La presenza di due Augusti e due Cesari facilitava, infatti, la rapidità dell'intervento armato e riduceva i pericoli che la prolungata assenza di un unico sovrano poteva arrecare alla stabilità dell'Impero.
Diocleziano creò una vera e propria nuova gerarchia militare sin dalle più alte cariche statali, quelle dei "quattro" Imperatori, dove il più alto in grado era l'Augusto Iovio (protetto da Giove), assistito da un secondo Augusto Herculio (protetto da un semidio, Ercole), a cui si aggiungevano i due rispettivi Cesari, ovvero i "successori designati". In sostanza si trattava di un sistema politico-militare che permetteva di dividere meglio i compiti di difesa del confine: ogni tetrarca, infatti, curava un singolo settore strategico e la sua sede amministrativa era il più possibile vicino alle frontiere che doveva controllare (Treviri e Milano in Occidente; Sirmio e Nicomedia in Oriente), in questo modo era possibile stroncare rapidamente i tentativi di incursione dei barbari, evitando che diventassero catastrofiche invasioni come quelle che si erano verificate nel III secolo.
Fortificazioni e limes

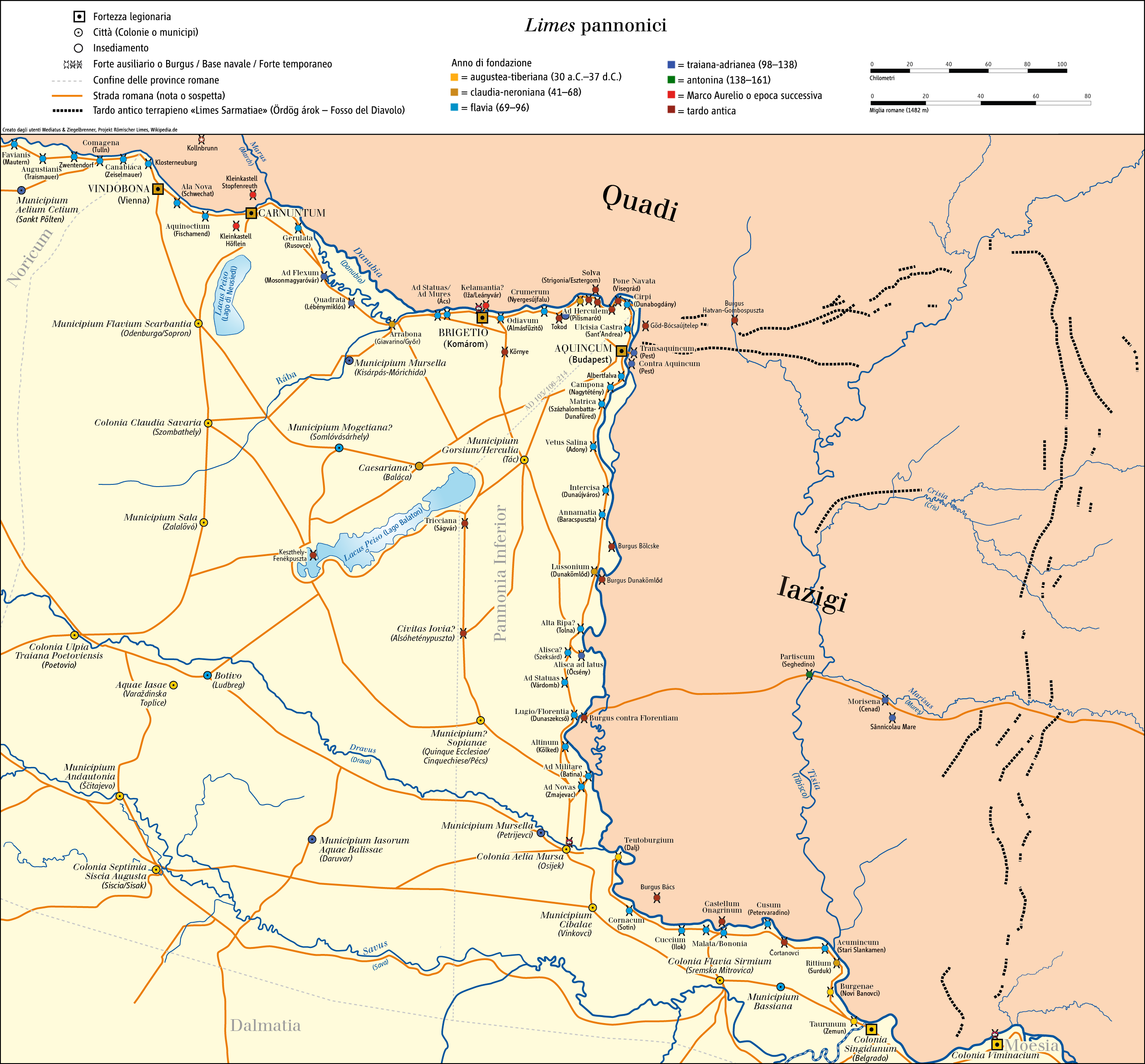
Fortificazioni romane lungo le cosiddette ripa sarmatica e "diga del Diavolo".

Il nuovo sistema difensivo dei confini venne reso più elastico e "profondo": alla rigida difesa del vallum venne aggiunta una rete sempre più fitta di castella interni, collegati tra di loro da un più complesso sistema viario (un esempio su tutti: la strata Diocletiana in Oriente). In sostanza si passò da un sistema difensivo di tipo "lineare" a uno "più profondo" (sebbene non nelle proporzioni generate dalla crisi del III secolo, quando Gallieno e gli imperatori illirici erano stati costretti dai continui "sfondamenti" del limes a far ricorso a "riserve" strategiche molto "interne" rispetto alle frontiere imperiali), che vide un notevole ampliamento dello "spessore" del limes, il quale fu esteso da una fascia interna del territorio imperiale a una esterna, in Barbaricum, attraverso la costruzione di numerose "teste di ponte" fortificate (anche oltre i grandi fiumi Reno, Danubio ed Eufrate), avamposti con relative vie di comunicazione e strutture logistiche.
(Zosimo, Storia nuova, II, 34.1.)
Una conseguenza di questa trasformazione delle frontiere fu anche l'aumento della protezione delle nuove e vecchie strutture militari, che vennero adeguate alle nuove esigenze difensive (tale necessità non era così urgente nei primi due secoli dell'Impero romano, dedicati soprattutto alla conquista di nuovi territori). Le nuove fortezze cominciarono così a essere costruite, o ricostruite, in modo più compatto nelle loro dimensioni (riducendone il perimetro complessivo), più solide nello spessore delle loro mura (in alcuni casi si passò da uno spessore di 1,6 metri a 3,4 metri, come nel caso della fortezza di Sucidava) e con un maggior utilizzo di torri esterne, per migliorarne la difesa.
Vero è anche che da un punto di vista archeologico risulta difficile distinguere quali siano state le fortificazioni messe in opera da Diocleziano e quali dai suoi predecessori e successori. La "diga del Diavolo", per esempio, il terrapieno costruito a oriente del Danubio e tradizionalmente attribuito a Diocleziano, non può essere datato con sicurezza a un particolare secolo. Ciò che possiamo dire delle strutture costruite al tempo di questo imperatore è che:
- ricostruì e fortificò molti forti del corso superiore del Reno (dove egli continuò l'opera di Marco Aurelio Probo lungo il Lago di Costanza-Basilea e la linea di fortificazioni Reno–Iller–Danubio);[320]
- lungo il Danubio (dove una nuova linea di forti venne costruita sul lato opposto del fiume, la cosiddetta Ripa Sarmatica, e aggiunta a quella vecchia, rinforzando le fortezze);[321]
- in Egitto e lungo la frontiere della Persia. La Strata Diocletiana, costruita dopo le guerre persiane, che correva dall'Eufrate a nord di Palmira, poi a sud verso la parte nord-est dell'Arabia nei pressi della fortezza legionaria di Bostra, rappresenta il classico sistema di frontiera dioclezianeo, costituito da una strada esterna seguita da una fitta rete di forti, difesi da piccoli contingenti armati, seguita da ulteriori fortificazioni nelle retrovie.[322]

Nel tentativo di risolvere le difficoltà e la lentezza con cui venivano trasmessi gli ordini alla frontiera, le nuove sedi imperiali del sistema tetrarchico furono poste più vicino ai confini, di quanto in passato era stata Roma: Augusta Treverorum era nei pressi del Reno, Sirmium e Serdica erano vicine al Danubio, Tessalonica si trovava lungo la strada che portava verso Oriente, Nicomedia e Antiochia erano importanti località nei rapporti con la vicina Persia.
Dimensione e dislocazione
Se da un lato Lattanzio fu critico nei confronti di Diocleziano per il suo eccessivo incremento degli effettivi dell'esercito romano, dichiarando che «ciascuno dei quattro [tetrarchi] aveva un numero di armati largamente superiore a quello di qualunque altro imperatore avessero governato lo Stato da soli»; dall'altro viene lodato dallo storico Zosimo, che ne descrive l'apparato quantitativamente concentrato lungo le frontiere, a differenza di quanto invece fece Costantino che lo concentrò nelle città.
Entrambi questi punti di vista avevano qualche verità, nonostante i pregiudizi dei loro autori: Diocleziano e i tetrarchi potenziarono notevolmente l'esercito, e la crescita si ebbe soprattutto nelle regioni di confine, dove l'incremento degli effettivi delle nuove legioni dioclezianee sembra sia stato distribuito attraverso una fitta rete di fortezze. Tuttavia, è difficile stabilire i dettagli precisi di questi cambiamenti, data la scarsità delle fonti. L'esercito raggiunse i 580000 uomini circa dal 285 (quando era composto da 390000 armati), dei quali 310000 erano posizionati in Oriente, soprattutto lungo la frontiera persiana. La flotta venne incrementata approssimativamente da 45000 a 65000 uomini. L'autore bizantino, Giovanni Lido ci fornisce in modo straordinariamente preciso il numero delle truppe: 389704 nelle truppe di terra e 45562 in quelle di mare. La sua precisione ha incuriosito molto gli storici moderni. Alcuni ritengono che Lido trovò questi dati in documenti officiali, e che perciò siano credibili e reali; altri ritengono invece che si tratti di pura invenzione.
Diocleziano, in sostanza, non solo intraprese una politica a favore dell'aumento degli effettivi, ma anche volta a migliorare e moltiplicare le costruzioni militari del periodo, sebbene queste ultime siano risultate, sulla base dei ritrovamenti archeologici, meno numerose di quanto non abbiano raccontato gli antichi e i moderni.
L'espansione del numero dei soldati e dei funzionari civili, costrinse il sistema imperiale a dovervi provvedere con ulteriori tassazioni. E poiché il mantenimento delle armate comportava la parte di budget maggior del bilancio statale, qualsiasi riforma risultò particolarmente costosa. La percentuale della popolazione dei maschi adulti, escludendo gli schiavi, che prestavano servizio sotto le armi passò da un venticinquesimo a un quindicesimo, un incremento giudicato eccessivo da alcuni storici moderni. Le paghe delle truppe furono mantenute a livelli bassi, tanto che spesso gran parte degli uomini ricorreva all'estorsione o al ricoprire normali posti di lavoro tra i civili. Gli arretrati divennero una costante per la maggior parte delle truppe, molte delle quali erano perfino pagate in natura al posto di ricevere un regolare stipendio. E dove non era possibile pagare questo immenso esercito, spesso scoppiavano conflitti civili e rivolte. Per questo motivo Diocleziano dovette anche riformare il sistema imperiale della tassazione.

##### Economiche (294-301)
Tassazione
| Follis                                                | Follis |
| ----------------------------------------------------- | ------ |
|                                                       |        |
| DIOCLETIANUS AUGUSTUS. Testa laureata volta a destra. |        |

Nella prima età imperiale (dal 30 a.C. al 235 d.C.), il governo romano pagava per quello di cui aveva bisogno in oro e argento. Il valore della moneta era così rimasto pressoché stabile. L'acquisto forzato venne utilizzato solo nel caso in cui fosse strettamente necessario, per mantenere la fornitura di eserciti durante una campagna militare. Nel corso della crisi del III secolo (235-285), che aveva comportato pesanti conseguenze economiche e sociali, il governo fece ricorso spesso all'esproprio piuttosto che al pagamento in moneta svalutata, poiché non era possibile capire quale fosse il reale valore del denaro. L'esproprio aveva un significato pari a quello del sequestro.
Diocleziano effettuò una specie di confisca sotto forma di tassazione. Egli introdusse un vasto sistema di tasse basato sui singoli individui (capita) e sui terreni (iuga) e lo legò a un nuovo e regolare censimento della popolazione dell'impero e della sua ricchezza basato su un ciclo quinquennale detto "indizionale". I funzionari di questo censimento viaggiavano in tutto l'impero, valutavano il valore del lavoro e della terra di ciascun proprietario terriero, e univano il valore di tutti i proprietari terrieri al totale di tutta la popolazione residente in città, con lo scopo di avere una valutazione complessiva di tutti i capita e gli iuga dell'intero impero. Si trattava di un vero e proprio bilancio statale annuale. Lo iugum non era una vera e propria misurazione dei terreni. Esso variava a seconda della tipologia del terreno, del suo raccolto ed era legato anche alla quantità di lavoro necessario per il sostentamento. Anche il caput dipendeva dalla tipologia delle persone censite: ad esempio una donna era spesso valutata come mezzo caput, o comunque un valore differente da un caput completo. Le città dovevano fornire animali, denaro e forza lavoro in proporzione ai loro capita, e il grano doveva essere fornito in proporzione ai loro iuga. La tassa di reclutamento era chiamata praebitio tironum, e poteva essere pagata in natura (con l'arruolamento di reclute tra gli addetti al lavoro di un proprietario terriero) oppure, quando un capitulum era esteso a molte aziende agricole, gli agricoltori contribuivano a pagare il vicino che era stato costretto a fornire le reclute. I proprietari terrieri dell'ordine senatorio avevano anche la facoltà di pagare le tasse con un pagamento in oro (aurum tironicum). Questa forma di tassazione era denominata capitazione.
La maggior parte delle imposte veniva pagata il 1º settembre di ogni anno, ed erano riscossi presso ciascun proprietario terriero dai decuriones. Essi avevano un ruolo analogo a quello dei consiglieri comunali, ed erano responsabili per il pagamento di tasca propria per quello che non riuscivano a raccogliere. La riforma di Diocleziano incrementò inoltre il numero di funzionari finanziari nelle province: più rationales e magistri privatae sono attestati sotto il suo regno rispetto ai suoi predecessori. Questi funzionari avevano il compito di gestire gli interessi del fisco, che raccoglieva le tasse in oro, e le proprietà imperiali. Le fluttuazioni del valore della moneta, fece sì che la riscossione delle tasse avvenisse di norma soprattutto in natura, benché tutto poi fosse convertito in moneta, tenendo conto dell'inflazione. Nel 296, Diocleziano emise un editto che riformava le procedure di censimento. Esso introduceva un censimento ogni cinque anni sull'intero impero, sostituendo così i precedenti censimenti e valutando i cambiamenti del valore dei nuovi capita e iuga.
L'Italia, che era stata per lungo tempo esente da imposte, fu inclusa nel nuovo sistema fiscale dal 290/291, al pari della altre province. Solo la città di Roma e la diocesi Suburbicaria rimasero esenti, proprio dove i senatori romani possedevano la maggior parte dei loro possedimenti terrieri.
Gli editti di Diocleziano sottolinearono la comune responsabilità di tutti i contribuenti. I pubblici registri delle tasse furono resi pubblici. La posizione del decurione, membro con consiglio cittadino, costituiva un'aspirazione per i ricchi aristocratici e la classe media, che mostravano la loro ricchezza pagando per i servizi cittadini e i lavori pubblici. Ma quando i decurioni divennero responsabili per ogni deficit nella raccolta delle tasse, molti cercarono di trovare il modo per eludere tali obblighi.
Monetaria e anti-inflazionistica

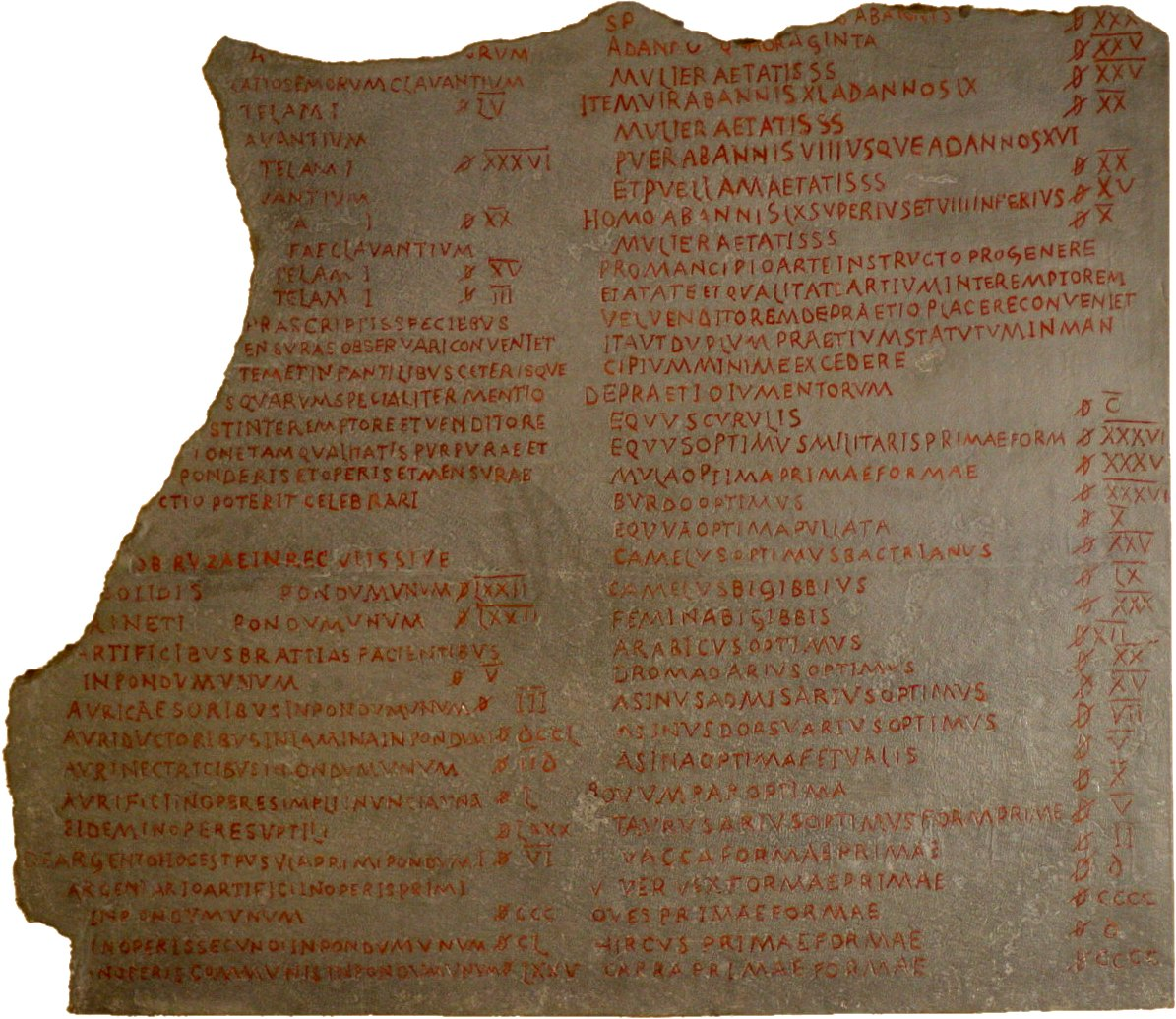
Lapide con parte del testo dell'editto sui prezzi massimi di Diocleziano, al Pergamonmuseum di Berlino

Il tentativo di Aureliano di riformare la moneta era fallito; il denario era morto. Diocleziano aveva restaurato il sistema basato sul conio dei tre metalli e aveva emesso monete di qualità migliore. il nuovo sistema era basato su cinque monete: quello aureus/solidus, una moneta d'oro del peso di 1/60 di libbra, come in passato avevano fatto i suoi predecessori; l'argenteo, una moneta d'argento del peso di 1/96 di libbra che conteneva il 95% d'argento puro; il follis, qualche volta indicato anche come il laureatus A, moneta di rame con l'aggiunta d'argento, del peso di 1/32 di libbra; il radiatus, una piccola moneta di rame del peso di 1/108 di libbra, senza alcuna aggiunta di argento; e una moneta conosciuta oggi come il laureatus B, una più piccola moneta di rame del peso di 1/192 di libbra. Il denarius venne abbandonato dalle zecche imperiali, ma il valore delle monete continuò a essere misurato sulla base di questa moneta. E poiché il valore nominale di queste emissioni era inferiore al loro valore intrinseco come metalli, la condizione fu di coniare queste monete in perdita. Questa pressi poté essere sostenuta solo con la requisizione di metalli preziosi dai cittadini privati in cambio di nuova moneta appena coniata, il cui valore era di gran lunga inferiore al prezzo del metallo prezioso requisito.

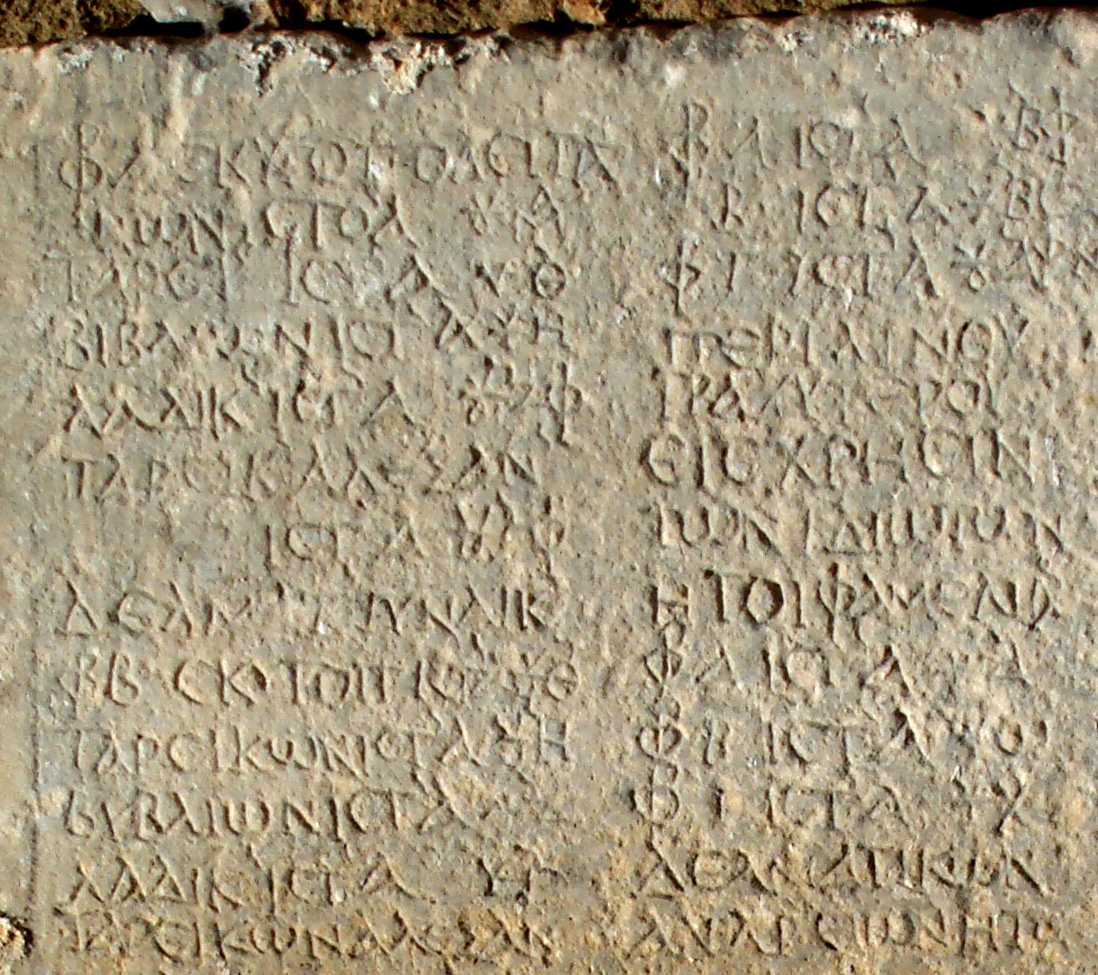
Parte dell'"Editto sui prezzi massimi" in greco, nell'area originale all'interno di una chiesa medievale (Geraki, Grecia)

A partire dal 301 il sistema era comunque in difficoltà, colpito da un nuovo attacco inflazionistico. Diocleziano, al fine di contenerne gli effetti emise l'Editto sui prezzi massimi (Edictum De Pretiis Rerum Venalium), un atto che generava un nuovo tariffario su tutti i debiti in modo che un nummus, la moneta circolante più comune, era deprezzata della metà. Nell'editto, conservatoci in un'iscrizione dalla città di Afrodisia in Caria (nei pressi di Geyre, Turchia), venne dichiarato che tutti i debiti contratti prima del 1º settembre del 301 fossero rimborsati con al vecchio valore, mentre tutti quelli contratti dopo questa data fossero ripagati al nuovo valore. L'editto era stato fatto per preservare il prezzo corrente dell'oro e mantenere la monetazione sull'argento, il metallo tradizionale della monetazione romana. Questo editto rischiò di dare un nuovo impulso alla crescita inflazionistica, così come era accaduto dopo la riforma monetaria di Aureliano. La risposta del governo centrale imperiale era stata di tentare di congelare i prezzi.
L'Editto sui prezzi massimi fu emesso due o tre mesi dopo quello sulla riforma monetaria, tra il 20 novembre e il 10 dicembre del 301. L'iscrizione meglio conservata a noi pervenuta è quella scoperta nella Grecia orientale, anche se l'editto sopravvive in molte versioni, su materiali differenti come legno, papiro e pietra. Nell'editto, Diocleziano dichiarò che la crisi di quel momento storico era da attribuirsi principalmente alla avidità incontrollata dei mercanti, che aveva portato gravi disagi alla massa dei comuni cittadini. Il linguaggio dell'editto ricorda la benevolenza dei tetrarchi nei confronti del proprio popolo e li esorta a far rispettare le disposizioni del decreto, per ristabilire la perfezione nel mondo. L'editto prosegue elencando nel dettaglio oltre mille beni di consumo e invitando a non superare i vari prezzi al dettaglio. Erano previste delle sanzioni contro chi avesse trasgredito a queste tabelle di prezzo.
Questi provvedimenti, tuttavia, non ebbero successo: la nuova moneta scomparve rapidamente dal mercato in quanto si preferiva conservarla (tesaurizzazione) e i prezzi fissati fecero scomparire alcuni beni dal mercato ufficiale per essere venduti alla borsa nera e quindi lo stesso Diocleziano fu costretto a ritirare l'editto. Nel frattempo, però, le condizioni di vita della popolazione peggiorarono: le tasse erano pesantissime e molti abbandonarono le proprie attività produttive, non più redditizie, spesso per vivere come mendicanti. Diocleziano ricorse allora alla precettazione, ossia l'obbligo per gli abitanti dell'impero a continuare il proprio mestiere e la negazione della scelta libera della professione, costringendo gli abitanti dell'impero romano a subentrare ai padri nelle loro attività produttive.
In termini più elementari, l'editto non conosceva le leggi di domanda e offerta: si ignorava il fatto che i prezzi potessero variare da regione a regione, in base alla disponibilità dei prodotti, e non teneva conto del costo dei trasporti nel prezzo di vendita al dettaglio. Nel giudizio dello storico David Potter, l'editto fu "un atto di follia economica". L'editto iniziava con un lungo preambolo retorico e moralizzante, che poco capiva di economia e che, semplicemente criminalizzando una pratica comune, sperava di porre rimedio alla pesante crisi del periodo.
Non c'è consenso su come effettivamente l'editto venne imposto. Presumibilmente da un lato l'inflazione, la speculazione e l'instabilità monetaria continuarono a permanere, andando ad alimentare un mercato nero, non ufficiale, generato da quelle merci dove il prezzo era stato imposto nell'editto. Le sanzioni dell'editto vennero applicate in modo assai differente nelle diverse parti dell'impero (alcuni studiosi ritengono che furono applicate solo nella parte d'impero posta sotto il dominio di Diocleziano), ovunque con grandi resistenze, poi disattese forse già dopo un anno dall'emissione dell'editto. Lattanzio scrisse del perverso modo in cui fu applicato l'editto; dei beni ritirati dal mercato, di risse su variazioni minime dei prezzi, dei morti quando vennero applicate le disposizioni. Questo racconto può darsi che sia vero, anche se agli storici moderni appare esagerato e iperbolico, considerando che l'impatto legislativo non fu ricordato in nessun altro documento antico.
Mobilità sociale e professionale
Anche in risposta alle pressioni economiche e al fine di proteggere le funzioni vitali dello Stato, Diocleziano limitò la mobilità sociale e professionale. I contadini risultarono legati alla terra in un modo tale che ciò lasciasse presagire un successivo sistema in cui le occupazioni risultassero ereditarie, come nel caso dei possidenti terrieri o delle occupazioni di panettieri, armaioli, intrattenitori dello spettacolo e lavoratori della zecca. I figli dei soldati furono arruolati con la forza, qualcosa che divenne poi una tendenza spontanea, ma che espresse anche le crescenti difficoltà nel reclutamento degli eserciti.

### Gli ultimi anni (303-313)

#### Malattia e abdicazione (303-305)

Ritratto di Diocleziano, creato forse in occasione dei vicennalia del 303

Diocleziano entrò nella città di Roma agli inizi di novembre del 303. Il 20 novembre, celebrò insieme a Massimiano il ventennale del proprio governo (vicennalia), il decimo anniversario della tetrarchia (decennalia), e il trionfo per la vittoria ottenuta sui Persiani. Presto divenne insofferente nei confronti della città, poiché i Romani ebbero nei suoi confronti, come sottolinea Edward Gibbon, sulla base di quello che ci ha tramandato Lattanzio, una "familiarità licenziosa". Il popolo romano non ebbe sufficiente deferenza nei confronti della sua suprema autorità; si aspettava che lo stesso recitasse la parte di un sovrano democratico, non monarchico. Il 20 dicembre del 303, Diocleziano decise di allontanarsi dalla capitale, deluso (dopo aver visionato anche la costruzione delle più grandi terme romane, a lui dedicate), e si recò al nord. Non attese neppure la cerimonia che lo avrebbe investito del nono consolato; lo fece invece a Ravenna il 1º gennaio del 304. Secondo quanto narrano i Panegyrici Latini e Lattanzio, Diocleziano organizzò il ritiro dalla vita politica suo e di Massimiano, abdicando in favore dei due cesari. Massimiano, secondo questi racconti, giurò di tener fede a quanto auspicato dall'Augusto Giovio, in una cerimonia tenutasi nel tempio di Giove Ottimo Massimo.
Da Ravenna, lo stesso partì per il Danubio. Qui, probabilmente in compagnia di Galerio, prese parte a una campagna militare contro i Carpi. Si ammalò durante questo periodo, e le sue condizioni di salute peggiorarono rapidamente, tanto da costringerlo a essere trasportato in lettiga. Nella tarda estate partì per Nicomedia. Il 20 novembre apparve in pubblico per inaugurare il nuovo circo, davanti al palazzo imperiale. Crollò subito dopo le cerimonie. Durante l'inverno del 304/5 rimase per tutto il tempo all'interno del palazzo di Nicomedia. Alcuni diffusero la voce che lo stesso Augusto fosse morto e che tutto ciò era stato tenuto segreto fino a quando Galerio non avesse potuto ottenere il completo controllo del potere sulla città. Il 13 dicembre, qualcuno diramò la falsa notizia che fosse morto. Venne proclamato il lutto cittadino, fino a quando non vennero smentite le voci della sua morte. E quando Diocleziano riapparve in pubblico il 1º marzo del 305, egli era emaciato e appena riconoscibile.
Galerio giunse nella città più tardi, in marzo. Secondo quanto ci racconta Lattanzio, egli venne armato con l'intenzione di ricostituire la tetrarchia, costringendo Diocleziano a dimettersi e a inserire negli uffici imperiali uomini di sua fiducia. Sembra che abbia minacciato lo stesso Augusto, tanto che alla fine riuscì a convincerlo a rispettare il suo piano. Lattanzio sostiene anche che fece lo stesso con Massimiano a Sirmio. Il 1º maggio del 305, Diocleziano convocò in assemblea i suoi generali, i comites tradizionali e i rappresentanti delle rispettive legioni. Si incontrarono tutti presso la stessa collina, a tre miglia da Nicomedia, dove quasi ventun anni prima Diocleziano era stato proclamato imperatore. Davanti alla statua di Giove, la sua divinità protettrice, Diocleziano si rivolse alla folla con le lacrime agli occhi. Egli parlò loro della sua debolezza, della sua necessità di riposare e di ritirarsi. Dichiarò che vi era la necessità di passare il comando a chi fosse più forte di lui. Divenne così il primo imperatore romano ad abdicare volontariamente.
La maggior parte ritiene che essi sapessero cosa sarebbe accaduto: a Costantino, figlio del cesare di Massimiano, Costanzo Cloro, e a Massenzio, figlio di Massimiano, i soli figli adulti degli imperatori regnanti, uomini che si erano preparati da lungo tempo a succedere ai loro padri, sarebbe stato concesso il titolo di Cesari. Il cesare Galerio sarebbe stato escluso. Costantino aveva viaggiato attraverso la Palestina a fianco di Diocleziano, ed era presente nel palazzo di Nicomedia nel 303 e 305. È probabile che Massenzio, che invece risiedeva a Roma, abbia ricevuto un identico trattamento. Nel racconto di Lattanzio, quando Diocleziano annunciò le sue dimissioni, l'intera folla si voltò verso Costantino. Non furono però loro a essere dichiarati Cesari, in quanto i prescelti furono Flavio Valerio Severo e Massimino Daia. Quest'ultimo apparve e prese le vesti di Diocleziano. Lo stesso giorno, Severo ricevette quelle da Massimiano a Mediolanum (Milano). Costanzo divenne così il nuovo Augusto d'Occidente al posto di Massimiano, Galerio subentrò a Diocleziano, mentre Costantino e Massenzio vennero totalmente ignorati nella nuova transizione di potere. Questo non fece ben sperare per la futura sicurezza del sistema tetrarchico.

#### Ritiro e morte (305-313)

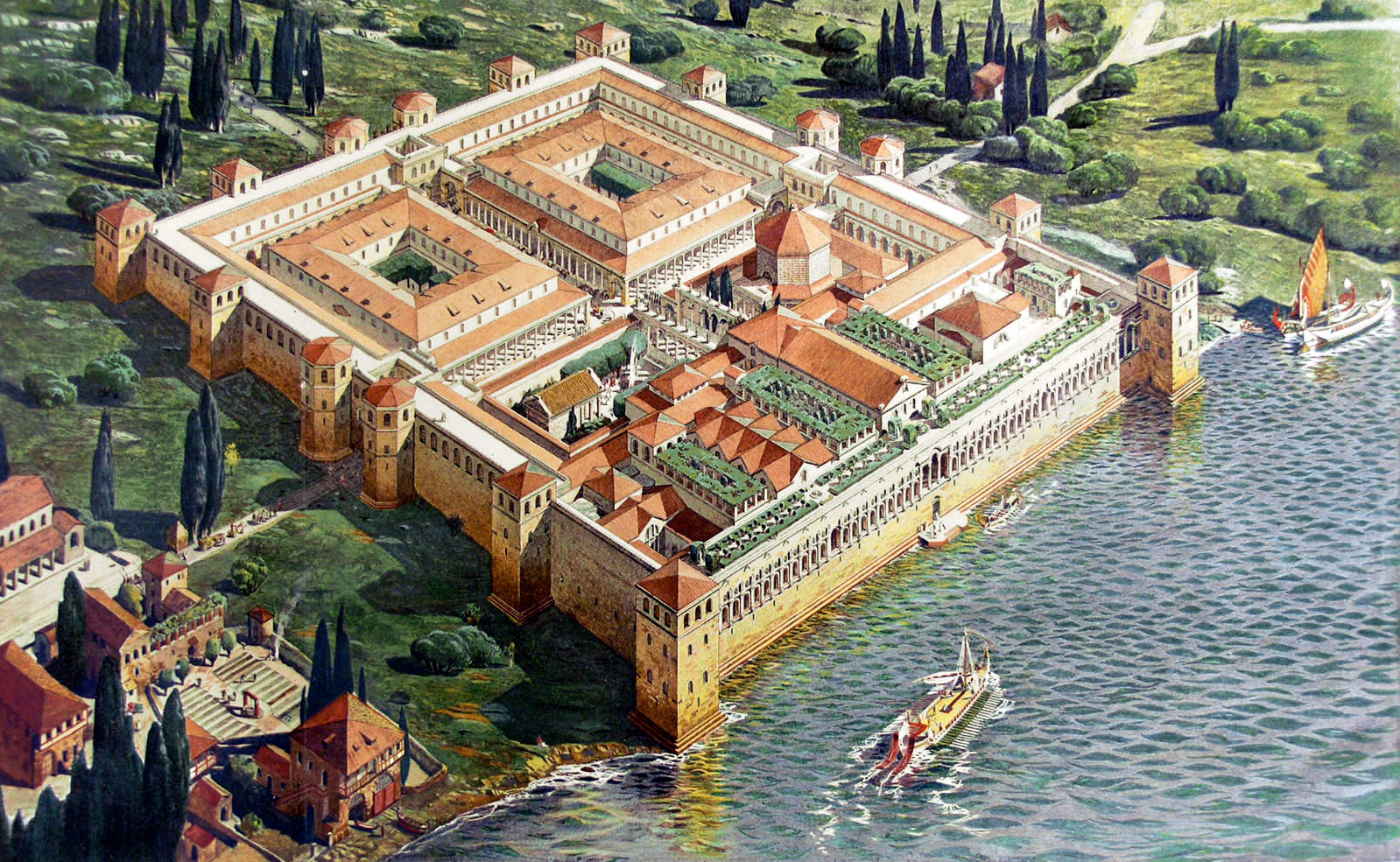
Ricostruzione del palazzo imperiale di Diocleziano a Spalato al momento del suo completamento nel 305, da Ernest Hébrard.

Dopo una solenne cerimonia, il 2 maggio 305, deposta la carica e il titolo di Augustus, si ritirò in un meraviglioso palazzo fatto costruire appositamente per lui a Spalato, poco distante da Salona, l'importante centro provinciale della Dalmazia (oggi in Croazia): si trattava di una struttura pesantemente fortificata in riva al Mare Adriatico. Massimiano, invece, si ritirò in una villa in Campania o in Lucania. Le loro nuove residenze erano distanti dalla vita politica, ma i due ex-augusti erano abbastanza vicini per rimanere in stretto contatto tra loro. Galerio assunse i fasces consolari nel 308 con Diocleziano come suo collega. Nell'autunno dello stesso anno, Galerio chiese a Diocleziano di partecipare a un convegno a Carnuntum (oggi Petronell-Carnuntum, Austria). I due ex-augusti si recarono nella fortezza legionaria sul Danubio, dove si tenne questa riunione l'11 novembre del 308, in cui Galerio sostituì lo scomparso Augusto Severo (Costanzo era morto nel 306) con il cesare Licinio, poiché Severo era stato ucciso da Massenzio, autoproclamatosi Augusto a Roma con l'appoggio del Senato. Diocleziano vietò a Massimiano di avere nuove aspirazioni alla porpora imperiale dopo il suo ritiro, che si doveva intendere definitivo. A Carnuntum molti pregarono Diocleziano di riprendere il potere, per risolvere i conflitti che erano sorti con l'ascesa al potere di Costantino, nominato cesare d'occidente dalle legioni di suo padre, e l'usurpazione di Massenzio ai danni di Severo e Licinio, ma egli replicò:
(Aurelio Vittore, Epitome de Caesaribus 39.6.)
A Carnuntum venne pertanto stabilita per l'ultima volta in modo pacifico la gerarchia tetrarchica:
- Galerio Augusto d'Oriente (Province illiriche, Tracia, Dacia, Grecia, Macedonia, Asia minore);
- Licinio Augusto d'Occidente (Pannonia, Norico, Rezia);
- Massimino Daia Cesare d'Oriente (Vicino Oriente, Egitto);
- Costantino Cesare d'Occidente (Britannia, Gallie, Germania Superiore e Inferiore, Spagna).

Massenzio veniva riconosciuto per l'ennesima volta usurpatore e Massimiano costretto a ritirarsi a vita privata. È curioso notare come in oriente il potere dei tetrarchi fosse ben saldo, mentre in occidente gli usurpatori Massenzio e Domizio Alessandro governavano, rispettivamente, su Italia, Sicilia, Mauretania e Tripolitania il primo, e Sardegna, Africa Proconsolare e Numidia il secondo. Nei piani di Galerio, al neo-augusto Licinio spettava il compito di riconquistare i territori usurpati da Massenzio e Domizio Alessandro. Massenzio sconfisse anche Alessandro preparandosi allo scontro con Costantino.
Diocleziano trascorse gli ultimi anni della sua esistenza nei giardini del suo palazzo. Vide il sistema tetrarchico fallire sotto i colpi delle ambizioni dei suoi successori: la revoca dell'editto anti-cristiano da parte del genero e successore Galerio (a cui subentrò Massimino come Augusto d'Oriente), e l'editto di tolleranza del nuovo Augusto d'Occidente Costantino (con Licinio che passò all'Oriente spodestando Massimino Daia) che sconfisse e uccise Massenzio al Ponte Milvio. Egli venne anche a conoscenza del terzo tentativo da parte di Massimiano di riprendere il potere imperiale, del suo suicidio forzato e della sua damnatio memoriae decretata da Costantino nel 310 che in parte colpì anche la sua persona, dato che in molti ritratti statuari e pittorici Massimiano e Diocleziano erano rappresentati insieme. Era ancora vivo agli inizi del 313, quando fu invitato da Costantino alle nozze tra la sorella Costanza e Licinio, celebrate a Milano nel febbraio di quell'anno. Morirà qualche mese più tardi, probabilmente tra marzo e aprile (a circa 70 anni), comunque prima della sconfitta di Massimino, Augusto regolare d'oriente spodestato, occorsa nell'estate del 313 per mano di Licinio. La moglie Prisca (separatasi da Diocleziano nel 305) e la figlia Galeria Valeria (con il nipote acquisito), affidate a Licinio dopo la morte di Galerio, fuggirono presso Massimino che poi le esiliò in Siria; furono in seguito fatte uccidere da Licinio nel 315, estinguendo la famiglia di Diocleziano. Dissolta ormai la tetrarchia con il suo creatore ancora in vita, entro una decina d'anni Costantino pose fine anche alla nuova diarchia, sconfiggendo e facendo uccidere anche Licinio (324), e rimanendo unico imperatore. Diocleziano fu sepolto in un apposito mausoleo nel suo palazzo di Spalato, venendo in seguito divinizzato ufficialmente con l'apoteosi e un culto imperiale a lui dedicato.

## Diocleziano e il ponte diAnxanum

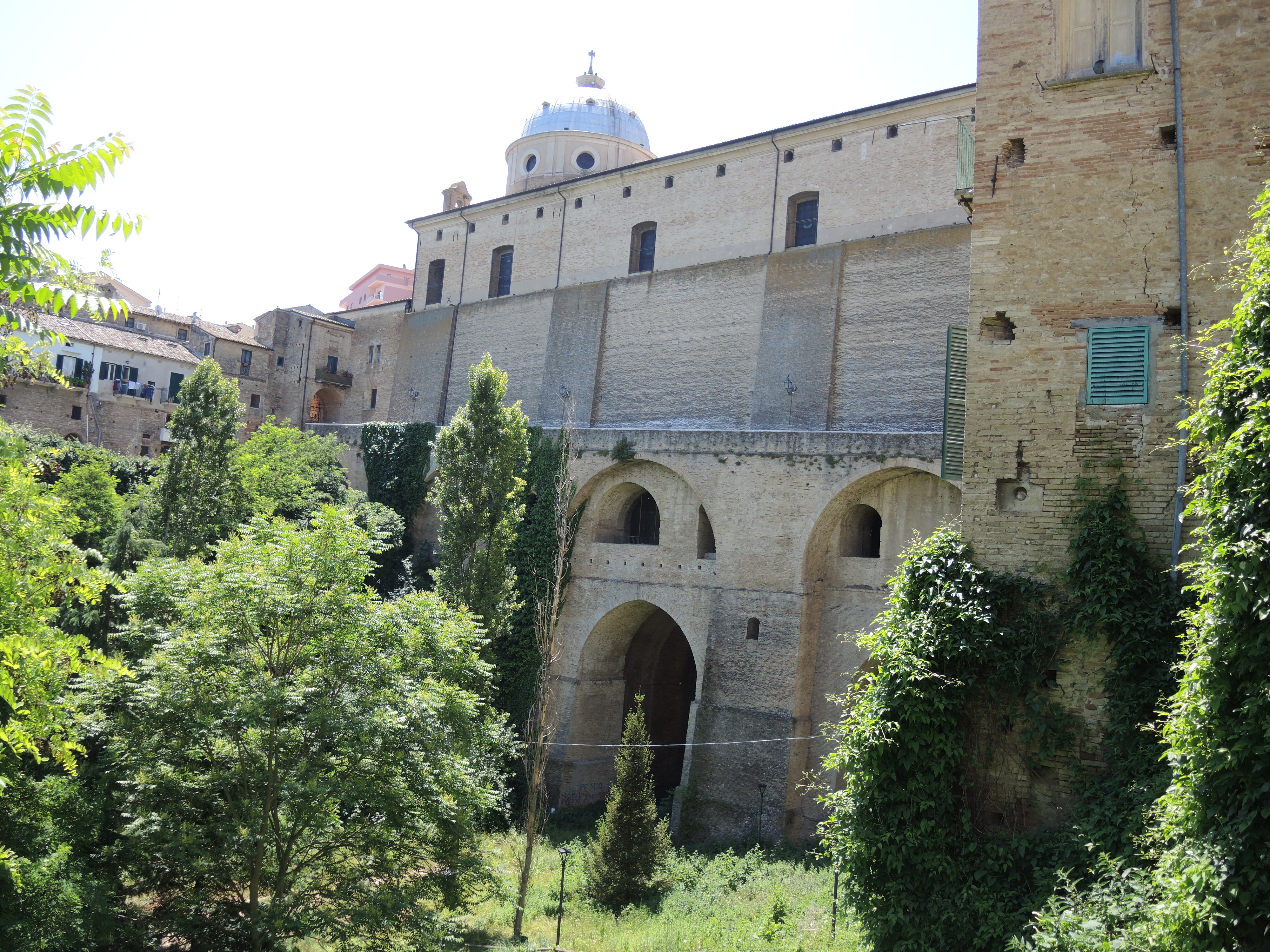
Lanciano: il Ponte di Diocleziano con sopra la Basilica cattedrale della Madonna

Nel XVIII secolo dei cronisti abruzzesi tra cui Pietro Pollidori, Domenico Romanelli e don Uomobono Bocache, iniziarono a sostenere nei loro scritti di storia, la costruzione dell'antico ponte della romana Anxanum dei Frentani, voluta dall'imperatore Diocleziano per facilitare il passaggio sul fosso Pietroso dalla città verso il prato delle Fiere, dove si svolgevano i locali commerci. Il filolofo Theodor Mommsen tuttavia ritenne l'iscrizione un falso nel suo CIL, vol. IX. Come ricorda Florindo Carabba, addirittura don Bocache avrebbe rinvenuto durante i lavori di ricostruzione della Cattedrale della Madonna del Ponte, la lapide che attestava la costruzione per volere del Senatus Anxanense. Il Ponte negli anni '90 fu oggetto di scavi archeologici per volere della Soprintendenza di Chieti, e l'archeologo Staffa avrebbe rinvenuto una porzione della testa di ponte romano, attaccata alla testata del ponte medievale del XIV sec., e l'area dell'auditorium Diocleziano è stata musealizzata.